# Achelousaurus
Achelousaurus é um gênero de dinossauro ceratopsídeo da subfamília Centrosaurinae que viveu durante o período Cretáceo Superior no que hoje é a América do Norte, cerca de 74,2 milhões de anos atrás. Os primeiros fósseis de Achelousaurus foram coletados em Montana em 1987, por uma equipe liderada por Jack Horner, com mais achados feitos em 1989. Em 1994, Achelousaurus horneri foi descrito e nomeado por Scott D. Sampson; o nome genérico significa "lagarto Aquelous", em referência à divindade grega Achelous, e o nome específico refere-se a Horner. O gênero é conhecido por alguns espécimes que consistem principalmente de material de crânio de indivíduos, desde jovens até adultos.
Como um dos maiores membros do clado Centrosaurinae, Achelousaurus supostamente tinha cerca de seis metros de comprimento, com um peso de cerca de três toneladas. Como ceratopsiano, era quadrúpede, tinha cauda curta e cabeça grande com bico em forma de gancho. Ele tinha um pescoço ossudo na parte de trás do crânio, que ostentava um par de pontas longas, que se curvavam para fora. O Achelousaurus adulto tinha saliências ásperas (protuberâncias arredondadas) acima dos olhos e no focinho, onde outros dinossauros de sua família costumavam ter chifres nas mesmas posições. Essas saliências eram cobertas por uma espessa camada de queratina, mas sua forma exata na vida é incerta. Alguns pesquisadores levantam a hipótese de que as saliências eram usadas em brigas, com os animais batendo na cabeça uns dos outros, bem como para exibição.
Dentro da Ceratopsia, o Achelousaurus pertence ao clado Pachyrostra (ou "focinho grosso"). Foi sugerido que era o descendente direto do gênero semelhante Einiosaurus (que tinha pontas, mas sem saliências) e o ancestral direto do Pachyrhinosaurus (que tinha saliências maiores). Os primeiros dois gêneros seriam formas de transição, evoluindo por meio da anagênese do Styracosaurus. Tem havido debate sobre essa teoria, com descobertas posteriores mostrando que o Achelousaurus está intimamente relacionado ao Pachyrhinosaurus no grupo Pachyrhinosaurini. O Achelousaurus é conhecido da Formação Two Medicine e viveu no continente insular de Laramidia. Como ceratopsiano, teria sido herbívoro e parece que teria tido uma alta taxa metabólica, embora menor do que a dos mamíferos e pássaros modernos.

## História da descoberta

### Expedições de Horner para Landslide Butte

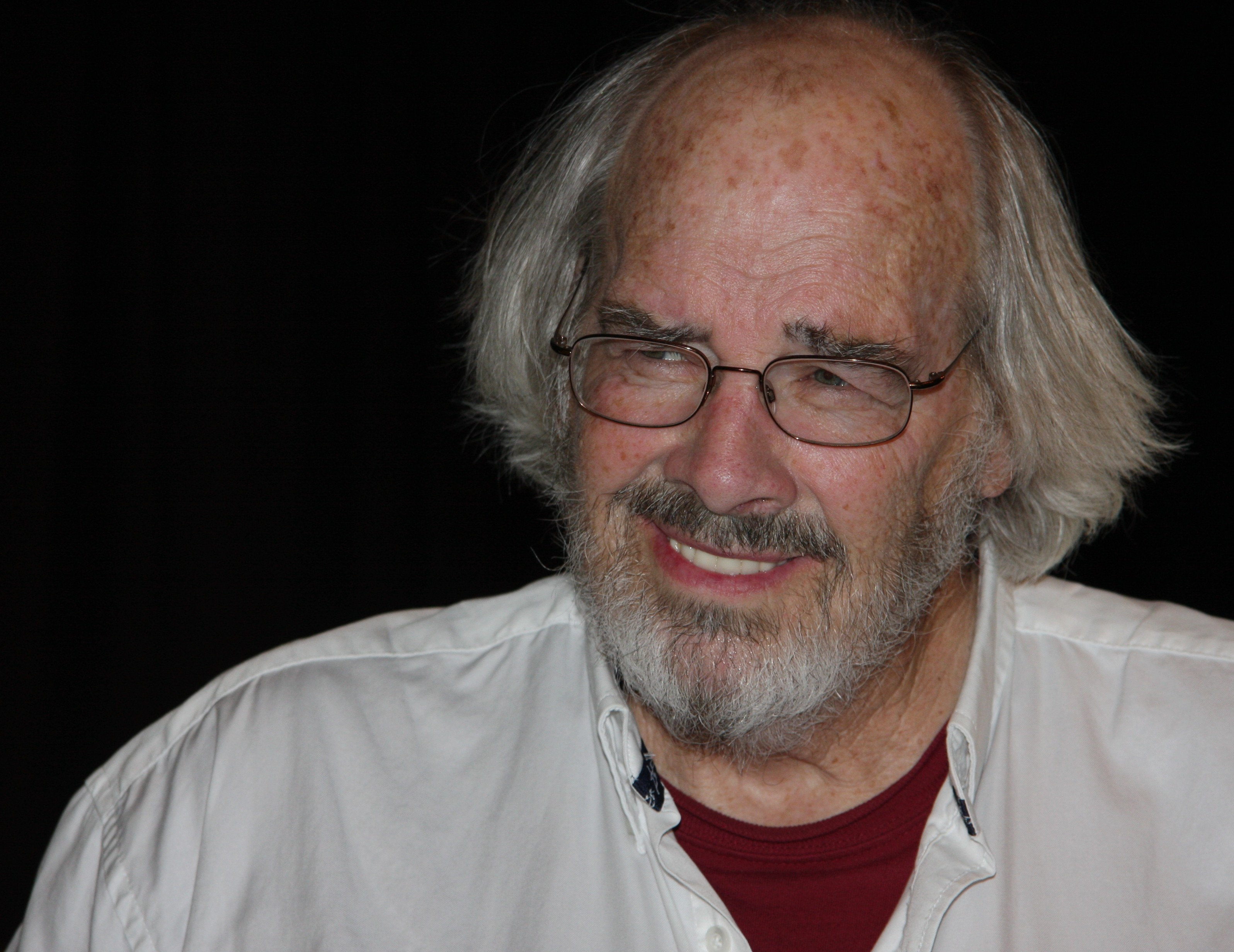
Jack Horner liderou a equipe que descobriu o Achelousaurus. A. horneri foi nomeado em sua homenagem

Todos os espécimes de Achelousaurus conhecidos foram recuperados da Formação Two Medicine em Glacier County, Montana, durante escavações conduzidas pelo Museum of the Rockies, que ainda abriga os espécimes. As descobertas surgiram por uma cadeia acidental de eventos. Na primavera de 1985, o paleontólogo John "Jack" R. Horner foi informado de que não teria mais permissão para explorar o local de Willow Creek, onde havia estudado a colônia de nidificação na Maiasaura Egg Mountain por seis anos. Tendo já feito arranjos extensivos para uma nova temporada de campo, ele foi repentinamente forçado a procurar um local alternativo. Horner sempre ficou intrigado com os diários de campo de Charles Whitney Gilmore, que relatou a descoberta de ovos de dinossauro em Landslide Butte em 1928, mas nunca publicou sobre eles. Nesta localidade, Gilmore empregou George Fryer Sternberg para escavar esqueletos dos dinossauros com chifres Brachyceratops e Styracosaurus ovatus.
Naquele verão, Horner obteve permissão do Conselho Tribal Indígena Blackfeet para prospectar fósseis em Landslide Butte, que faz parte da Reserva Indígena Blackfeet; foi a primeira investigação paleontológica desde 1920. Em agosto de 1985, o sócio de Horner, Bob Makela, descobriu um rico sítio de fósseis nas terras do fazendeiro Ricky Reagan, que era chamado de Dinosaur Ridge Quarry e continha fósseis de dinossauros com chifres. Em 20 de junho de 1986, Horner e Makela retornaram à Reserva Indígena Blackfeet e retomaram o trabalho na Dinosaur Ridge Quarry, que provou conter, além de ovos, mais de uma dúzia de esqueletos de um dinossauro com chifres mais tarde denominado Einiosaurus. Em agosto de 1986, em um local próximo - o Canyon Bone Bed na terra de Gloria Sundquist, a leste do Milk River - a equipe de Horner descobriu outro leito ósseo de Einiosaurus. Parte das descobertas feitas nesta ocasião foi um crânio adicional de dinossauro com chifres, espécime MOR 492, que mais tarde seria referido (ou seja, formalmente atribuído a) Rubeosaurus, o nome do gênero em 2010 dado a Styracosaurus ovatus.

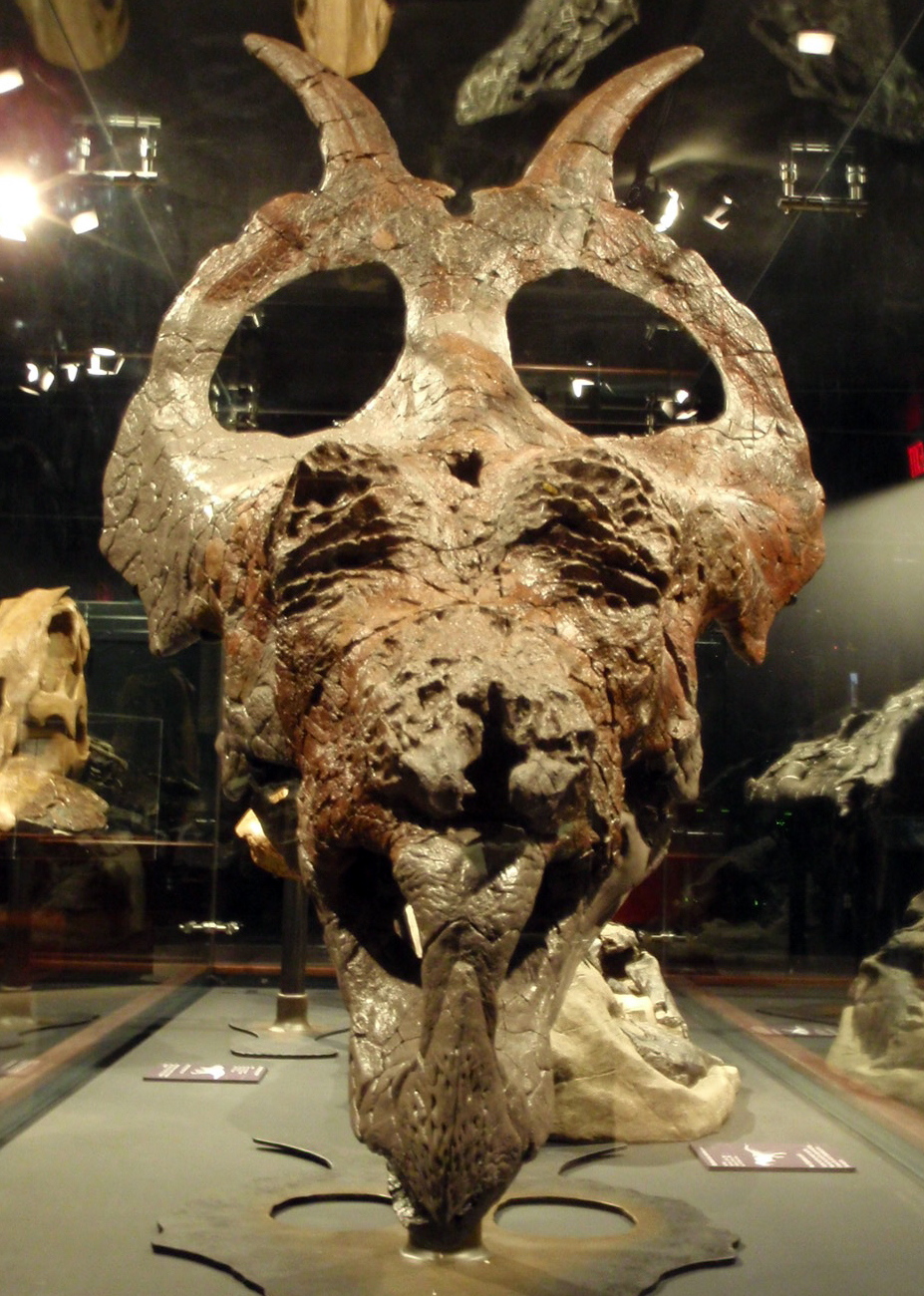
Crânio de holótipo MOR 485 em vista frontal

Durante a temporada de campo de 1987 (início de julho), o voluntário Sidney M. Hostetter localizou outro crânio de ceratopsídeo perto do Canyon Bone Bed, intitulado espécime MOR 485. No final de agosto, ele foi protegido e conduzido em um caminhão de grãos para o Museu das Montanhas Rochosas em Bozeman. Em 23 de junho de 1988, outro local foi descoberto nas proximidades - Blacktail Creek North. No verão de 1989, o estudante de graduação Scott D. Sampson se juntou à equipe, querendo estudar a função das estruturas de exibição de folhos em dinossauros com chifres. No final de junho de 1989, Horner, seu filho Jason e sua preparadora-chefe Carrie Ancell descobriram o espécime de dinossauro com chifres intitulado MOR 591 perto de Blacktail Creek.

### Interpretação dos fósseis coletados
Foi inicialmente assumido que todo o material identificado como ceratopsídeo e recuperado pelas expedições poderia ser atribuído a uma única espécie de "Styracosaurus" distinta do S. albertensis, já que os fósseis representavam um período de tempo geológico limitado, estimado então em cerca de meio milhão de anos. Raymond Robert Rogers, que estava estudando a estratigrafia dos leitos ósseos, referiu-se a ele como um Styracosaurus sp. (termo para espécies indeterminadas) em 1989. O nome Styracosaurus ovatus - embora às vezes este seja considerado um nomen dubium inválido - já havia sido encontrado na área por G. F. Sternberg e era um candidato possível. Mas também foi levada em conta a possibilidade de que os achados fossem de uma espécie nova. Foi informalmente chamada então de "Styracosaurus makeli" em homenagem a Bob Makela, que morreu em um acidente de trânsito poucos dias antes da descoberta do espécime MOR 485. Em 1990, esse nome, como um nomen nudum inválido, apareceu em uma legenda de foto em um livro de Stephen Czerkas.
Horner, um especialista na família Hadrosauridae, tinha menos afinidade por outros tipos de dinossauros. Entre 1987 e 1989, o especialista em ceratopsídeos Peter Dodson foi convidado para investigar os novos achados. Em 1990, o material fóssil foi visto por Dodson que considerou a validade da espécie Styracosaurus ovatus, para ser distinguido do Styracosaurus albertensis.
Enquanto isso, Horner tinha uma visão mais complexa da situação. Ele ainda pensava que o material fóssil fizera parte de uma única população, mas concluiu que isso se desenvolveu ao longo do tempo como uma cronoespécie evoluindo para uma série de táxons subsequentes. Em 1992, Horner, David Varricchio e Mark Goodwin publicaram um artigo na Nature baseado no estudo de campo de seis anos dos sedimentos e dinossauros em Montana. Eles propuseram que as expedições haviam descoberto três "táxons de transição" abrangendo a lacuna entre os já conhecidos Styracosaurus e Pachyrhinosaurus. No momento, eles se recusaram a nomear esses táxons. A forma mais antiga era indicada como "Táxon de Transição A", representado principalmente pelo crânio MOR 492. Em seguida, veio o "Táxon B" - vários esqueletos da Pedreira de Dinosaur Ridge e de Canyon Bone Bed. O mais jovem, apelidado de "Taxon C", é representado pelo crânio MOR 485 e os fósseis de dinossauros com chifres de Blacktail Creek.

### Sampson nomeiaAchelousaurus

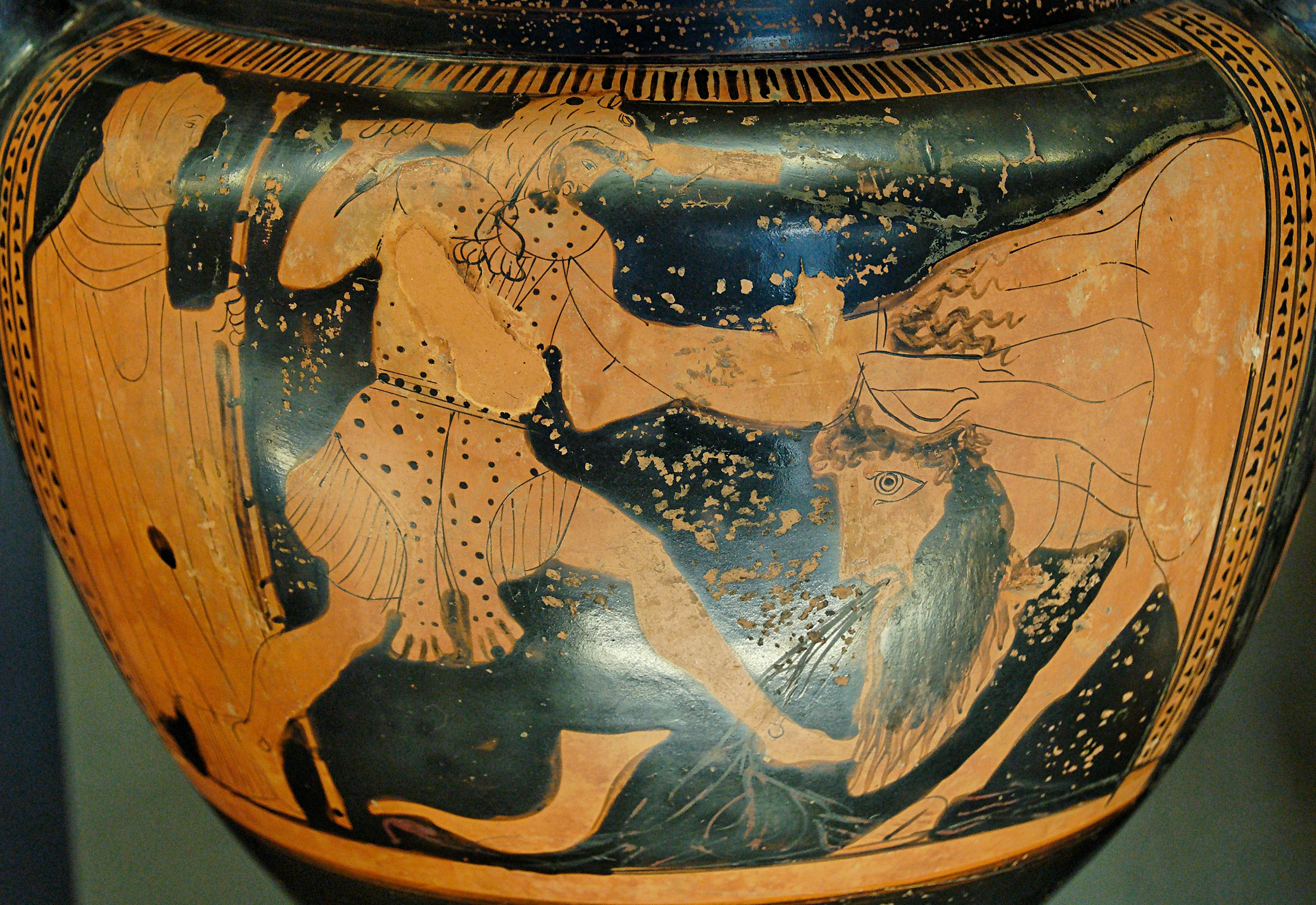
Aqueloo perde o chifre para Hércules em uma cratera ática

Desde 1989, Sampson continuou seus estudos do material fóssil de Montana. Em 1994, em uma palestra durante a reunião anual da Sociedade de Paleontologia de Vertebrados, ele nomeou o apelidado "Taxon C" como um novo gênero e espécie, Achelousaurus horneri. Embora um resumo tenha sido publicado contendo uma descrição adequada, ele não identificou um holótipo, um espécime com nome. Em 1995, em um artigo subsequente, Sampson indicou o espécime MOR 485 como o espécime holótipo de Achelousaurus horneri. O nome genérico consiste nas palavras Achelous (de Aqueloo), o nome de uma figura mitológica grega, e saurus, que significa lagarto em grego latino. Aqueloo (Ἀχελῷος) é uma divindade grega do rio e uma criatura que era capaz de se transformar em qualquer coisa. Durante uma luta com Hércules, o herói mítico, Aqueloo assumiu a forma de um touro, mas perdeu a batalha quando um de seus chifres foi removido. Esta alusão é uma referência aos traços supostamente transitórios do dinossauro e à perda característica de chifres por meio do desenvolvimento ontogenético e filogenético ou seja, por meio da mudança e evolução individual.
Dodson, em 1996, elogiou o nome genérico por ser original e inteligente. O nome específico homenageia Jack Horner, por sua pesquisa sobre os dinossauros da Formação Two Medicine em Montana. Sampson também nomeou o apelidado "Taxon B" como o gênero Einiosaurus no mesmo artigo em que Achelousaurus foi descrito. Ele disse que os paleontólogos precisam ser cautelosos ao nomear novos gêneros de membros dos Ceratopsia porque sua variação intraespecífica (ou seja, variação dentro de uma espécie) pode ser confundida com diferenças interespecíficas (entre espécies). Até 1995, apenas um novo gênero de dinossauro do clado Centrosaurinae foi nomeado desde Pachyrhinosaurus em 1950, a saber, Avaceratops em 1986. Achelousaurus, portanto, tem particular importância por ser um dos poucos gêneros de ceratopsídeos nomeados no final do século XX.
O espécime de holótipo MOR 485 foi coletado por Hostetter e Ray Rogers da Área de Campo de Landslide Butte cerca de 40 km a noroeste de Cut Bank. Em 1995, Sampson o descreveu como o crânio parcial de um animal adulto, incluindo as saliências nasais e da parte superior da órbita ocular, além de saliências (protuberâncias arredondadas em vez de chifres) e os ossos parietais. Além disso, o MOR 485 possuí alguns ossos da parte posterior e lateral do crânio, que em 2009 foram listados por Tracy L. Ford como um osso esquamosal direito, o esquamosal esquerdo, ambos os maxilares, ambos os ossos lacrimais, ambos os ossos quadráticos, ambos os ossos palatinos, a caixa craniana e osso basioccipital.Em 2015, Leonardo Maiorino relatou que, como parte do mesmo espécime, um maxilar inferior fragmentário foi catalogado como MOR 485-7-12-87-4. Um osso esquamosal direito de outro indivíduo adulto foi recuperado do mesmo local, o Canyon Bone Bed que o holótipo MOR 485 (e catalogado com o mesmo número), mas apenas relatado em 2010. Dois outros espécimes foram coletados em Blacktail Creek, 35 km ao sul de Cut Bank e referidos como Achelousaurus por Sampson em 1995. O espécime MOR 591 é um crânio parcial e um esqueleto de cerca de 60% completo de um subadulto espécime que inclui a coluna vertebral, a pelve, o sacro e o fêmur. Também inclui mandíbulas inferiores, catalogadas como MOR 591-7-15-89-1. O crânio e a mandíbula estão quase completos, faltando apenas a caixa craniana e a região occipital. O MOR 591 é menor que o holótipo com um comprimento da base do crânio de cerca de 60 cm. O espécime MOR 571 inclui um crânio parcial e mandíbulas inferiores com costelas e vértebras associadas de um adulto. O crânio consiste apenas nos parietais, e as mandíbulas inferiores limitam-se aos ossos superiores posteriores, surangulares e articulares. Um quinto espécime é MOR 456.1, um subadulto. Nenhuma das amostras era de uma idade individual avançada. De acordo com Andrew McDonald e colegas, os achados de Achelousaurus representavam indivíduos distintos, não leitos ósseos.

### Possíveis achados deAchelousaurus

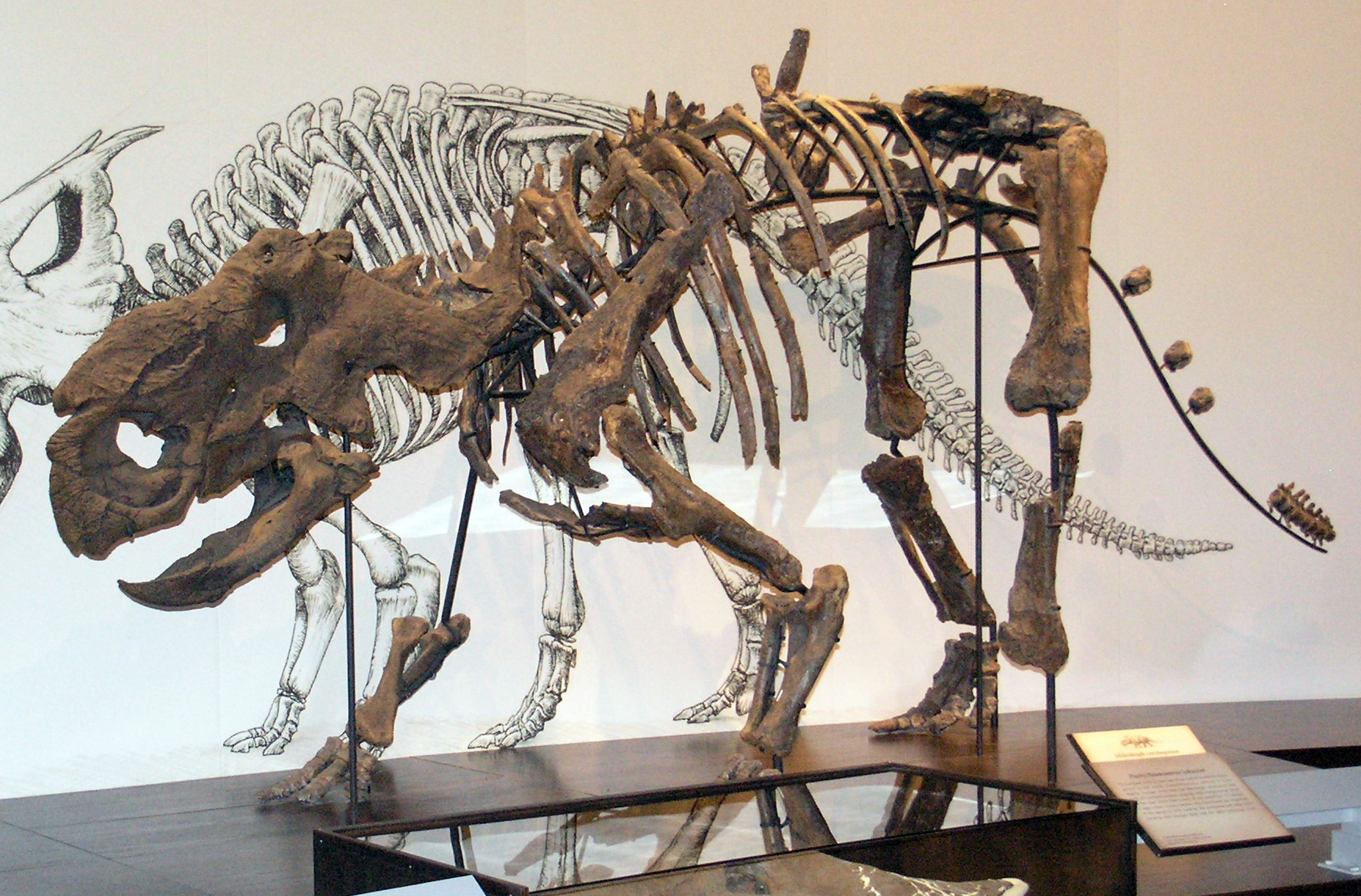
TMP 2002.76.1, que pode ser um espécime de Achelousaurus, Pachyrhinosaurus, ou um novo táxon, no Royal Tyrrell Museum

Além de fósseis que foram inequivocamente atribuídos ao Achelousaurus, algum outro material foi encontrado cuja identidade é incerta. Um espécime de ceratopsídeo da família Centrosaurinae com saliências da Formação Dinosaur Park (espécime TMP 2002.76.1) encontrado em 1996 foi sugerido como pertencente a um novo táxon em 2006, mas pode pertencer ao Achelousaurus ou Pachyrhinosaurus. Como estão faltando os ossos parietais, que são usados para diagnosticar membros da família, não é possível atribuí-lo a nenhum gênero com confiança. Em 2006, também foi proposto que Monoclonius lowei, uma espécie duvidosa baseada em um crânio (espécime CMN 8790) da Formação Dinosaur Park, poderia ser um espécime subadulto de Styracosaurus, Achelousaurus ou Einiosaurus, do qual é aproximadamente contemporâneo. Além disso, alguns espécimes indeterminados da Formação Two Medicine - como o crânio fragmentário MOR 464 ou focinho MOR 449 - podem pertencer ao Achelousaurus ou aos dois outros ceratopsídeos aproximadamente contemporâneos, neste caso o Einiosaurus ou Rubeosaurus.

## Descrição

### Constituição geral

Tamanho comparado ao humano

Estima-se que o Achelousaurus tivesse seis metros de comprimento e pesasse cerca de 3 toneladas. O crânio de um indivíduo adulto (espécime de holótipo MOR 485) foi estimado em 1,62 m de comprimento. Isso o coloca na mesma faixa de tamanho de outros membros da subfamília Centrosaurinae de ceratopsianos que viveram durante o andar Campaniano. Era quase tão grande quanto seu parente próximo Einiosaurus, mas com uma construção muito mais pesada. Achelousaurus se aproximou da robustez de um dos maiores e mais robustos dinossauros com chifres conhecidos - o Triceratops.
Como ceratopsídeo, o Achelousaurus teria sido um animal quadrúpede com cascos e cauda encurtada e virada para baixo. Sua cabeça muito grande, que deveria estar apoiada em um pescoço reto, tinha um bico superior em forma de gancho, aberturas nasais muito grandes e longas fileiras de dentes desenvolvidas em baterias dentais que continham centenas de dentes individuais comprimidos e empilhados. Nas cavidades dos dentes, novos dentes cresceram sob os antigos, cada posição abrigando uma coluna de dentes colocados uns sobre os outros. O Achelousaurus tinha entre 25 a 28 posições dentais em cada maxila (osso da mandíbula superior).

### Traços distintivos

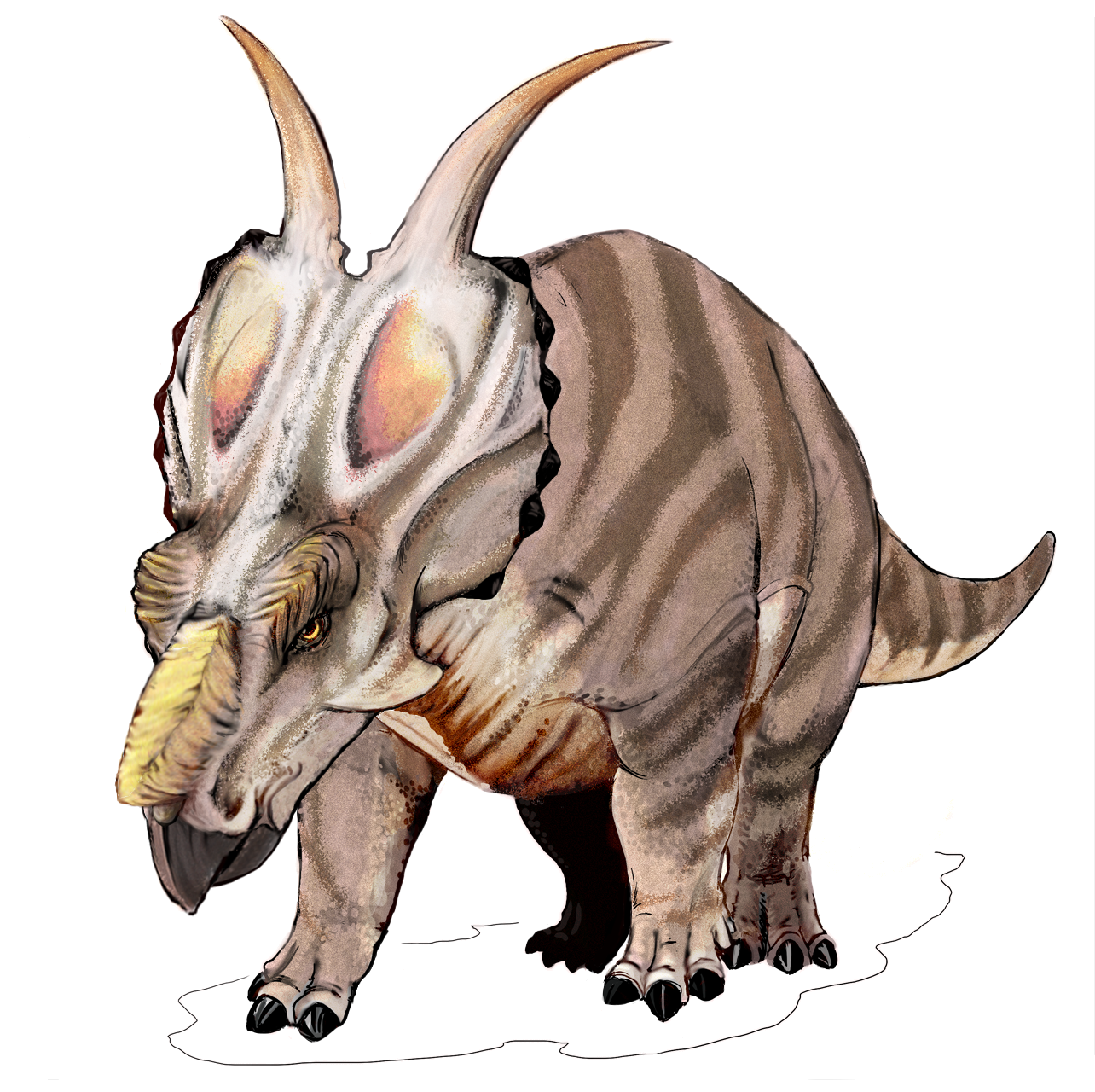
Representação artística de um Achelousaurus.

Em 1995, ao descrever a espécie, Sampson deu uma lista formal de quatro características (autapomorfias) que distinguem o Achelousaurus de seus parentes de Centrosaurinae. Em primeiro lugar, os indivíduos adultos têm ossos nasais com uma saliência na parte superior que é relativamente pequena e fina e fortemente coberta por fossas; em segundo lugar, os indivíduos adultos não têm chifres verdadeiros acima das órbitas dos olhos, mas saliências relativamente grandes com saliências altas; em terceiro lugar, os indivíduos ainda não totalmente crescidos, ou subadultos, têm núcleos de chifres verdadeiros (a parte óssea dos chifres) acima das órbitas oculares com a superfície voltada para dentro sendo côncava; e em quarto lugar, os ossos parietais do escudo do pescoço têm um único par de pontas curvas saindo da margem posterior para trás e para fora.
Além dessas características únicas, Sampson apontou diferenças adicionais com duas formas intimamente relacionadas. As pontas do babado do Achelousaurus são mais orientadas para fora do que as pontas do Einiosaurus, que são curvadas medialmente; as pontas do Achelousaurus são, no entanto, menos direcionadas para o exterior do que as pontas comparáveis do paquirrinossauro. O Achelousaurus também difere do paquirrinossauro por sua saliência nasal menor, que não atinge os ossos frontais na parte posterior. Além do crânio, nenhuma característica do esqueleto é conhecida que distinga este dinossauro de outros membros da subfamília Centrosaurinae.

### Crânio

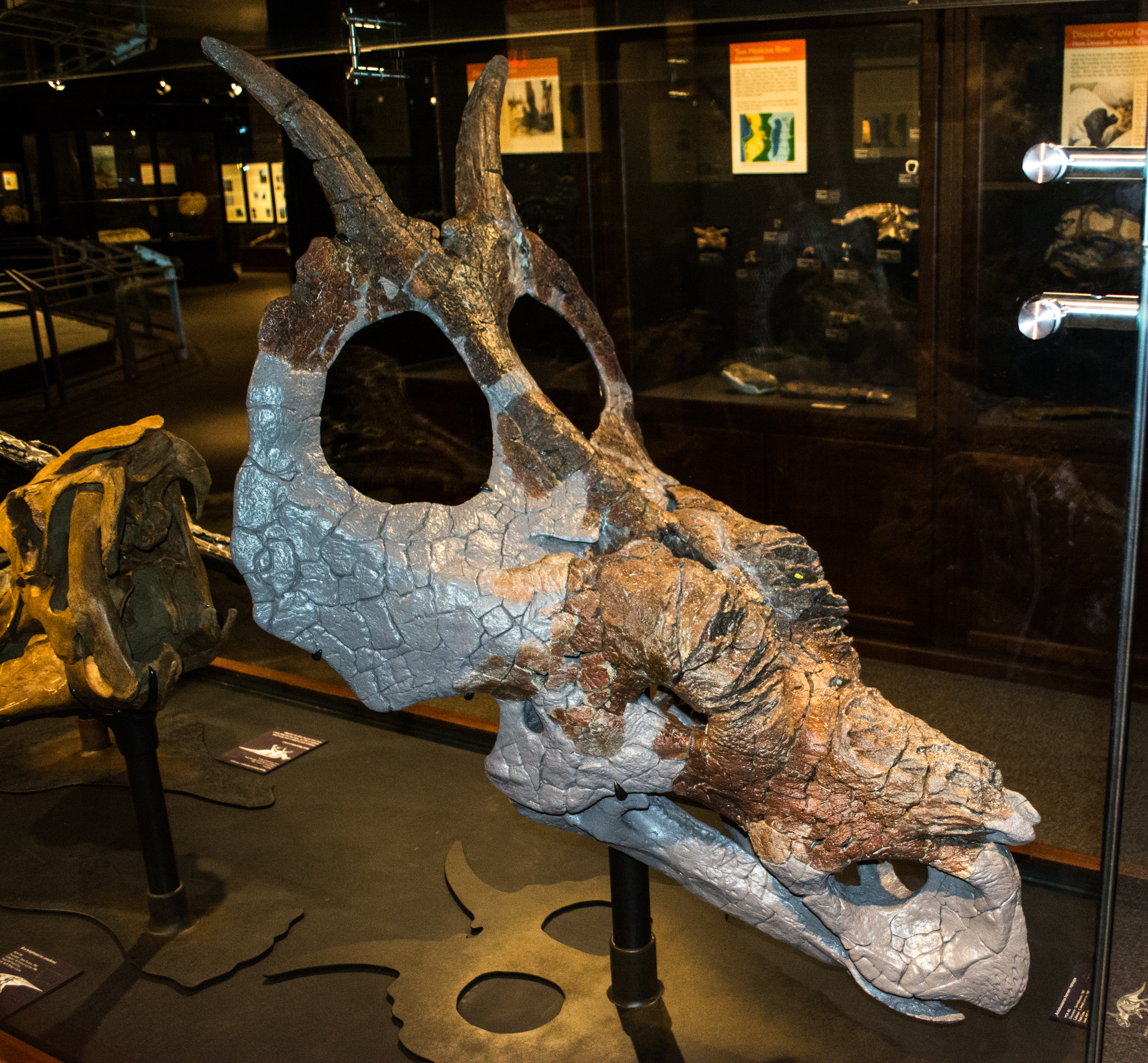
Crânio de holótipo em vista lateral direita

Os ceratopsídeos se diferem principalmente por seus chifres, que estão localizados no focinho e acima dos olhos, e no grande folho do crânio, que cobre o pescoço como um escudo. O Achelousaurus demonstra uma constítuição típica de dinossauros de Centrosaurinae derivados (ou "avançados"), que são tipificados por chifres de sobrancelha curtos ou saliências, combinados com pontas do babado elaboradas. As proporções gerais do folho são tipicamente do grupo, com um osso esquamosal largo e arredondado na lateral, que se expandiu para trás. Ele também compartilha a curvatura típica do folho com uma superfície superior que é convexa de lado a lado e côncava da frente para trás.
Os crânios do Achelousaurus adulto tinham uma saliência rugosa e fortemente marcada no focinho ou na região nasal, onde muitos outros ceratopsídeos tinham um chifre. Essa saliência costuma ser chamada de "paquiostótica", ou seja, consiste em osso espessado. Mas descrevê-lo como uma "saliência" espessa pode ser enganoso: na verdade, ele forma uma ampla depressão com um piso de osso fino e cavidades irregulares, embora seja menos deprimido do que no paquirrinossauro. A saliência nasal cobria cerca de dois terços da superfície superior dos ossos nasais. A saliência era semelhante ao visto no gênero relacionado Pachyrhinosaurus, embora mais estreito, mais curto e menos alto. Cobriu 27% do comprimento total do crânio, era 30% maior que a distância entre a narina e a órbita ocular e era cerca de duas vezes maior que a órbita ocular. Sua borda posterior não atingiu o nível da órbita ocular. A saliência nasal se estendia para frente, onde se fundia aos ossos nasais e pré-maxilar (da mandíbula superior) na frente do focinho, embora o osso nasal em si não se fundisse com o pré-maxilar. A saliência da amostra MOR 485, além disso, tinha uma cavidade em sua extremidade frontal. O núcleo do chifre que formou a saliência pode ter se desenvolvido para se dobrar para a frente durante o crescimento, como o chifre do Einiosaurus, até se fundir ao osso nasal; ou de um chifre simples e ereto, que mais tarde estendeu sua base para a frente sobre a região do focinho, como no Pachyrhinosaurus. O osso nasal formava o topo de uma grande narina óssea. Da extremidade posterior daquela narina, um processo agudo projetava-se para a frente. O focinho era - comparado ao do Einiosaurus - relativamente largo na altura das narinas traseiras. O osso lacrimal, na frente da órbita do olho, estava espessado, principalmente na superfície interna, enquanto a superfície externa não apresentava traços característicos, exceto por uma escavação semelhante a uma cratera.

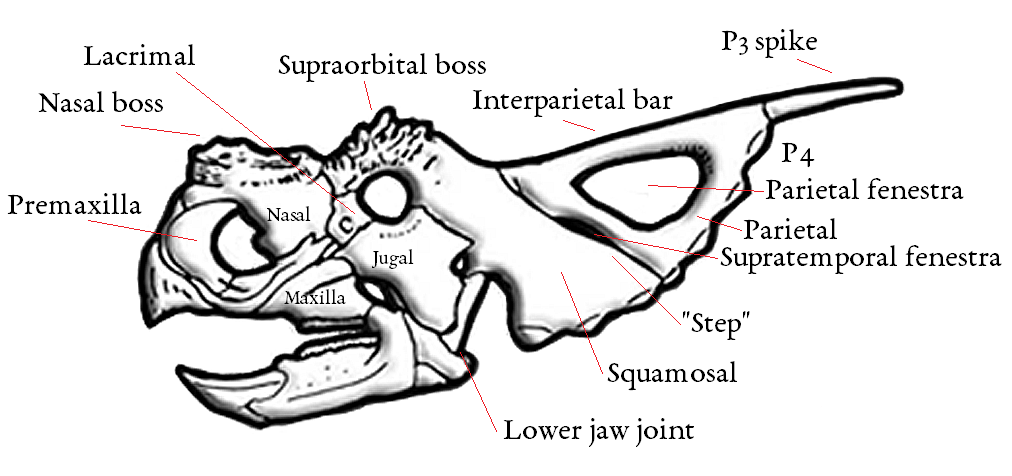
Diagrama do crânio

Os crânios adultos também possuem saliências grandes, rugosas e ovais na região acima dos olhos (supraorbital), em vez dos chifres de outros ceratopsídeos. As protuberâncias nessa região se estendiam do osso pós-orbital para a frente para incorporar os ossos palpebral e pré-frontal triangulares, e tinham altas cristas transversais ao redor do meio, que eram grossas em sua base e finas em direção ao topo. Os ossos palpebrais se destacaram fortemente, formando um "contraforte antorbital". Os pré-frontais fundidos não alcançaram a saliência nasal, formando um sulco distinto em forma de sela transversal que separa a saliência nasal das saliências supraorbitais. Esta ranhura se estendia para trás, separando as saliências supraorbitais umas das outras e formando uma forma de T na vista superior. Essas saliências eram semelhantes aos do Pachyrhinosaurus, mas com cristas mais altas e rugosidades mais pronunciadas. Os núcleos dos chifres longos e baixos acima da órbita do espécime subadulto MOR 591 eram semelhantes aos do Einiosaurus e Pachyrhinosaurus na mesma faixa etária. Eles tinham uma superfície côncava no lado interno, como no Pachyrhinosaurus; sulcos nos ossos pós-orbitários estavam presentes, o que pode indicar um início de transição para protuberâncias (espigões ou chifres adicionais).
O teto do crânio do Achelousaurus tinha uma cavidade na linha média, com uma abertura no topo chamada fontanela frontal, característica encontrada em todos os ceratopsídeos, que possuem um teto craniano "duplo" formado pelos ossos frontais dobrando-se entre si entre as bases do chifre da sobrancelha. Esta cavidade formava seios paranasais que se estendiam abaixo das saliências supraorbitais, que eram, portanto, relativamente finas internamente, tendo 25 mm de espessura de fora para o teto da cavidade. Esta cavidade parece ter se fechado parcialmente com a idade do animal, com apenas a parte posterior da fontanela sendo aberta no espécime adulto MOR 485.

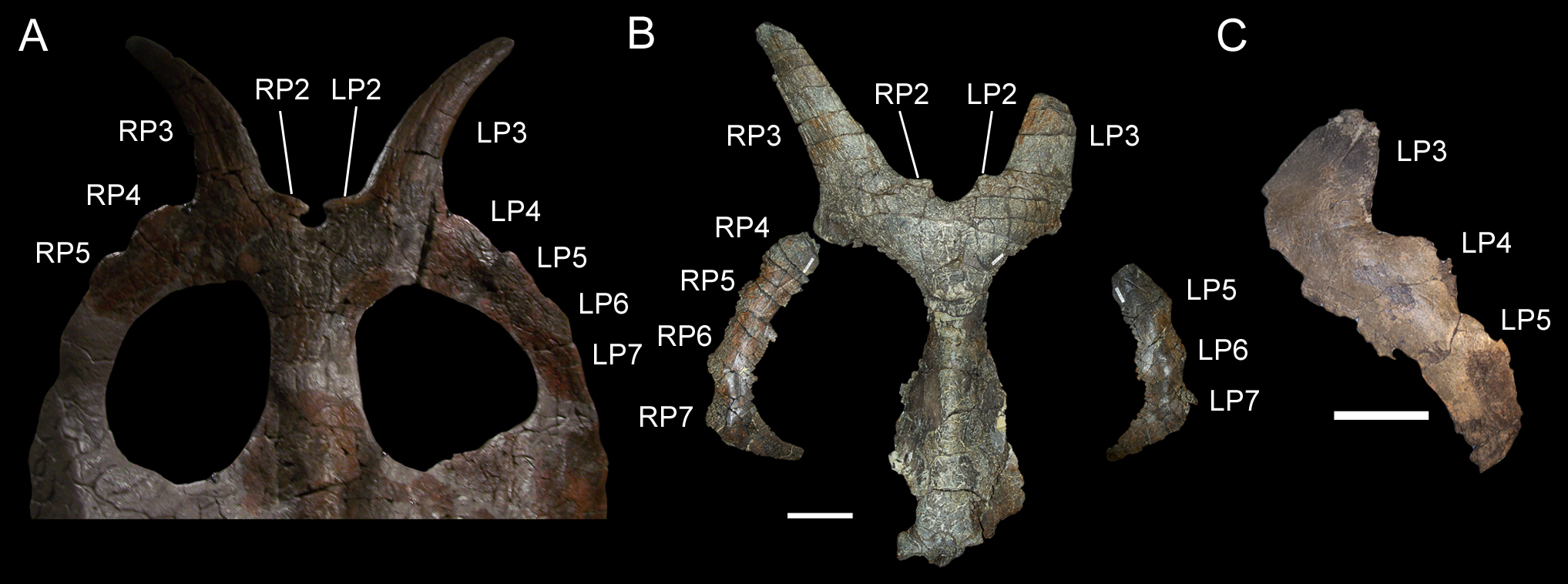
Ossos de folho de três crânios; MOR 485, 571 e 591

Como o de todos os outros ceratopsídeos, o crânio do Achelousaurus tinha um folho ou "escudo do pescoço", que era formado pelos ossos parietais na parte traseira e os ossos escamosos nas laterais. O parietal é um dos principais ossos usados para distinguir os táxons de Centrosaurinae uns dos outros e considerar as relações entre eles, enquanto o esquamosal é muito semelhante entre os táxons. No Achelousaurus, o osso esquamosal era muito mais curto do que o parietal. De sua margem interna, a porção posterior formava um degrau em relação à parte anterior, com a sutura entre o esquamosal e o parietal mostrando uma dobra para trás no nível da janela supratemporal posterior, um traço centrossaurino típico. O osso esquamosal e o jugal, ao se tocarem, excluíam o quadratojugal da borda da janela temporal lateral, ou seja, a abertura na parte posterior do lado do crânio.
O folho do Achelousaurus tinha duas pontas grandes e bem vísiveis que eram direcionadas para trás e curvadas para os lados, afastando-se uma da outra. Durante a década de 1990, era cada vez mais compreendido que tais pontas nos parietais não eram crescimentos aleatórios, mas características específicas que poderiam ser usadas para determinar a evolução dos ceratopsídeos, bastando apenas analisar como eles se correspondiam entre as espécies. Sampson, no artigo que descreve Achelousaurus em 1995, portanto, introduziu um sistema de numeração generalizado para tais processos parietais, contando-os da linha média ao lado do folho. Isso foi aplicado aos Centrosaurinae como um todo em 1997. As grandes pontas do Achelousaurus correspondem às pontas do "Processo 3" de outros membros de Centrosaurinae e eram semelhantes às do Einiosaurus, embora curvadas mais para os lados, semelhantes ao Pachyrhinosaurus. Eles eram mais curtos e finos do que as pontas correspondentes do Styracosaurus. Entre essas pontas, em ambos os lados do entalhe central do folho, havia dois pequenos processos em forma de aba ("Processo 2") que eram direcionados para a linha média. Os picos mais internos do "Processo 1", como presentes no Centrosaurus, estão ausentes no Achelousaurus. O folho tinha duas grandes aberturas emparelhadas, as fenestra parietal, com uma barra parietal na linha média entre elas. Uma fileira linear de protuberâncias arredondadas corria ao longo da parte superior da barra parietal, que pode ser homóloga às pontas e chifres da mesma área de alguns espécimes de Pachyrhinosaurus. Uma fileira de processos relativamente pequenos correu ao longo da margem do escudo parietal das pontas do "Processo 3" para fora, para um total de sete em cada lado. Eles eram amplamente iguais em tamanho, fazendo com que o processo P4 fosse reduzido em comparação com o P3. Esses processos inferiores parecem ter sido cobertos por epoccipitais, ossos que revestem os babados dos ceratopsídeos. No Achelousaurus, esses epoccipitais, que começam como ossificações cutâneas ou osteodermas separadas, se fundem com o osso do folho subjacente para formar pontas, pelo menos na terceira posição. Em 2020, negava-se que esses processos fossem ossificações distintas. Nos indivíduos mais maduros, os processos P6 e P7 mais avançados seriam menos imbricados entre si, girados em torno de seus eixos longitudinais.

### Bainhas de queratina

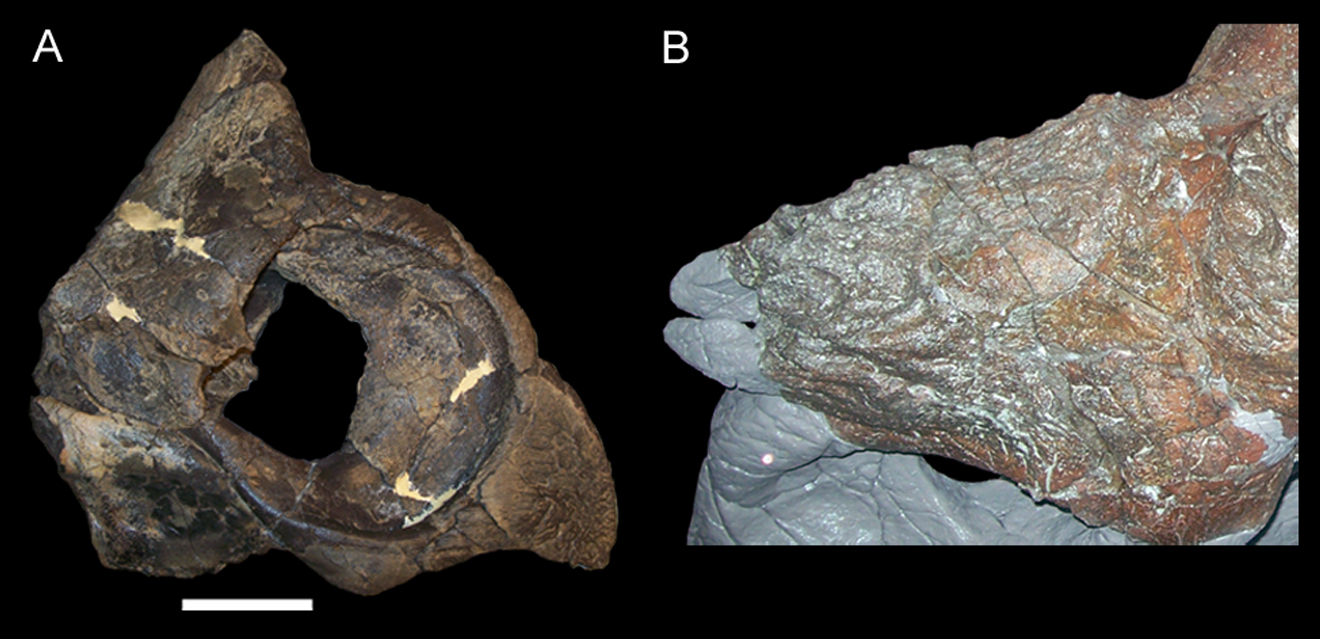
Regiões de focinho de MOR 591 e 485

As saliências no crânio do Achelousaurus podem ter sido cobertos por uma bainha de queratina em vida, mas sua forma quando o animal era vivo permanece incerta. Em 2009, o paleontologista Tobin L. Hieronymus e seus colegas examinaram as correlações entre a morfologia do crânio e características da pele de animais modernos com chifres e compararam com o crânio dos dinossauros da subfamília Centrosaurinae. Eles propuseram que as protuberâncias rugosas de Achelousaurus e Pachyrhinosaurus eram cobertas por espessas almofadas de pele cornificada (ou queratinizada), semelhantes às protuberâncias do moderno boi-almiscarado (Ovibos moschatus). O córtex nasal do Achelousaurus adulto tinha uma inclinação para cima e sua superfície superior tinha indicações da presença de uma espessa camada epidérmica (camada externa da pele) que se graduava em correlatos para uma bainha cornificada nas laterais. Uma espessa almofada de epiderme pode ter crescido a partir do entalhe perfurado em forma de V na ponta do córtex nasal. A direção de crescimento da almofada nasal seria para a frente. As saliências supraorbitais podem ter uma camada espessa de epiderme, que cresceu em um ângulo lateral semelhante aos córneas curvos do Coronosaurus, conforme indicado pela orientação das "nadadeiras" ou cristas nas saliências. O fato de as protuberâncias supraorbitais não possuírem um sulco (ou saliência) em suas bases indica que suas almofadas de chifre pararam nas bordas enrugadas das protuberâncias. A corrosão pode indicar uma camada de crescimento mais macia conectando o osso interno duro com a bainha dura do chifre. Além disso, correlatos para uma escala rostral na frente da saliência nasal e linhas de escala ao longo da linha média parietal e região supraorbital-esquamosal foram identificados.

## Classificação
Em 1995, Sampson colocou formalmente o Achelousaurus no Ceratopsidae, mais precisamente no Centrosaurinae. Em todas as análises, Einiosaurus e Achelousaurus fazem parte do clado Pachyrhinosaurini. Por definição, o Achelousaurus é membro do clado Pachyrostra (ou "focinho grosso"), no qual está unido ao Pachyrhinosaurus. Em 2010, Gregory S. Paul atribuiu A. horneri ao gênero Centrosaurus, como C. horneri. Isso não encontrou aceitação entre outros pesquisadores, com avaliações taxonômicas subsequentes, invariavelmente, mantendo o nome genérico Achelousaurus.

### Filogenia

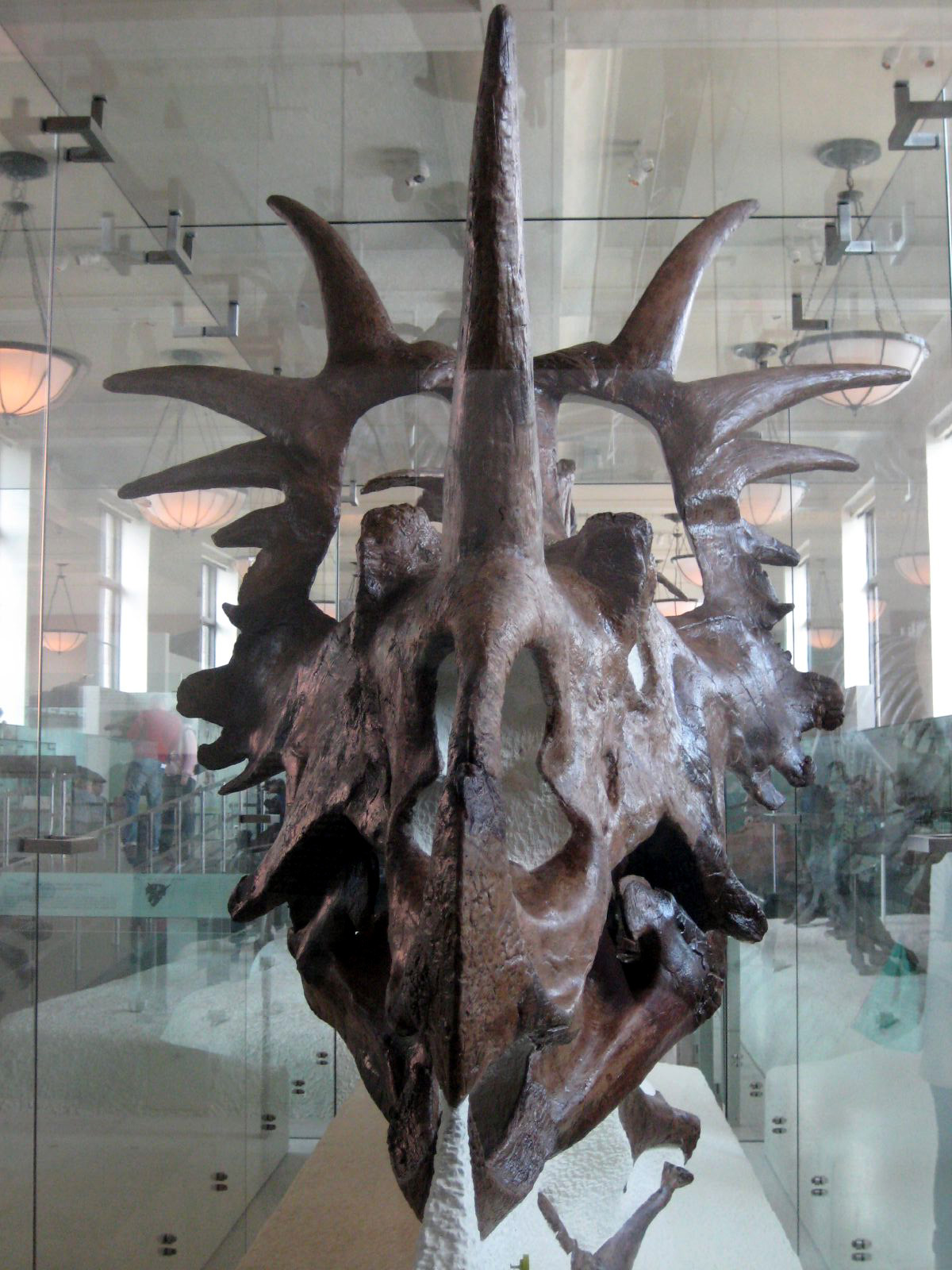
As análises filogenéticas variam quanto à proximidade da relação entre Achelousaurus e Styracosaurus; aqui, um crânio no Museu Americano de História Natural

Sampson sentiu, em 1995, que não havia evidências suficientes para concluir que o Achelousaurus era um descendente direto do Einiosaurus. Ao contrário de Horner, ele decidiu realizar uma análise cladística para estabelecer uma filogenia. Isso mostrou uma árvore evolucionária em que o Achelousaurus se dividiu entre o Einiosaurus e o Pachyrhinosaurus, como Horner havia previsto. Ao contrário da afirmação de Horner, o Styracosaurus albertensis não poderia ter sido um ancestral direto, pois era uma espécie irmã do Centrosaurus na análise de Sampson.
Estudos subsequentes procuraram determinar as relações precisas dentro desta parte da árvore evolutiva, com resultados conflitantes sobre a questão de se Styracosaurus albertensis ou Einiosaurus poderia ter estado na linha direta de ascensão para Achelousaurus. Em 2005, uma análise de Michael Ryan e Anthony Russell descobriu que o Styracosaurus estava mais relacionado ao Achelousaurus do que ao Centrosaurus. Isso foi confirmado por análises de Ryan em 2007, Nicholas Longrich em 2010, e Xu et al. em 2010. No mesmo ano, Horner e Andrew T. McDonald transferiram o Styracosaurus ovatus para seu próprio gênero, Rubeosaurus, considerado-o uma espécie irmã do Einiosaurus, enquanto o Styracosaurus albertensis foi novamente localizado no ramo do Centrosaurus. Eles também atribuíram o espécime MOR 492, a base do "Táxon A", ao novo gênero'. Em 2011, um estudo subsequente de Andrew T. McDonald a esse respeito replicou o resultado de seu anterior, assim como uma publicação de Andre Farke et al. Em 2017, J.P. Wilson e Ryan complicaram ainda mais a questão, concluindo que MOR 492 ("Táxon A") não se referia a Rubeosaurus e anunciando que outro gênero seria nomeado para ele. Wilson e colegas mudaram o MOR 492 para o novo gênero Stellasaurus em 2020, que portanto corresponde ao "Táxon A". Seu estudo descobriu que o Rubeosaurus ovatus é a espécie irmã do Styracosaurus albertensis e concluiu que o Rubeosaurus é um sinônimo de Styracosaurus.
Antes de o Achelousaurus ser descrito, o Pachyrhinosaurus canadensis era considerado uma forma aberrante solitária entre os dinossauros de Centrosaurinae, separada deles por suas saliências incomuns. Achelousaurus deu contexto evolutivo para as espécies canadenses, enquanto expandia a gama temporal e geográfica para o que veio a ser visto como o grupo dos "paquirrinossauros". Em todas as análises, Achelousaurus e Pachyrhinosaurus eram grupos irmãos. Em 2008, outra espécie intimamente relacionada foi nomeada, Pachyrhinosaurus lakustai. Nesse estudo, o termo "Pachyrhinosaurus" foi usado para o clado que consiste em Achelousaurus e táxon homônimo. Quando Pachyrhinosaurus perotorum foi descrito em 2012, o nome do clado Pachyrostra foi cunhado, unindo os dois gêneros; Achelousaurus é o membro mais basal do clado. Traços derivados compartilhados (ou sinapomorfias) do grupo são uma ornamentação nasal alargada e uma mudança dos chifres nasais e da sobrancelha em protuberâncias. No final do estágio Campaniano, parece ter havido uma tendência dos dinossauros de Pachyrostra substituindo outros membros de Centrosaurinae. Também em 2012, foi batizado o clado Pachyrhinosaurini, composto por espécies mais próximas do Pachyrhinosaurus ou Achelousaurus do que do Centrosaurus. Além de Einiosaurus e Rubeosaurus, isso incluiu Sinoceratops e Xenoceratops, de acordo com um estudo de 2013.
As análises cladísticas se desenvolvem gradualmente, refletindo novas descobertas e percepções. Seus resultados podem ser mostrados em um cladograma, com as relações encontradas ordenadas em uma árvore evolutiva. O cladograma abaixo mostra a posição filogenética de Achelousaurus segundo Wilson e colegas, em 2020.
|  | Medusaceratops lokii                                                                      |
|  |                                                                                           |
|  | \| \| Wendiceratops pinhornensis \| \| \| \| \| \| Sinoceratops zhuchengensis \| \| \| \| |
|  |                                                                                           |
|  | Wendiceratops pinhornensis                                                                |
|  |                                                                                           |
|  | Sinoceratops zhuchengensis                                                                |
|  |                                                                                           |

|  | Wendiceratops pinhornensis |
|  |                            |
|  | Sinoceratops zhuchengensis |
|  |                            |

|  | Medusaceratops lokii                                                                      |
|  |                                                                                           |
|  | \| \| Wendiceratops pinhornensis \| \| \| \| \| \| Sinoceratops zhuchengensis \| \| \| \| |
|  |                                                                                           |
|  | Wendiceratops pinhornensis                                                                |
|  |                                                                                           |
|  | Sinoceratops zhuchengensis                                                                |
|  |                                                                                           |

|  | Wendiceratops pinhornensis |
|  |                            |
|  | Sinoceratops zhuchengensis |
|  |                            |

|  | Machairoceratops cronusi |
|  |                          |
|  | Diabloceratops eatoni    |
|  |                          |

|  | Albertaceratops nesmoi                                                         |
|  |                                                                                |
|  | \| \| Nasutoceratops titusi \| \| \| \| \| \| Avaceratops lammersi \| \| \| \| |
|  |                                                                                |
|  | Nasutoceratops titusi                                                          |
|  |                                                                                |
|  | Avaceratops lammersi                                                           |
|  |                                                                                |

|  | Nasutoceratops titusi |
|  |                       |
|  | Avaceratops lammersi  |
|  |                       |

|  | Machairoceratops cronusi |
|  |                          |
|  | Diabloceratops eatoni    |
|  |                          |

|  | Albertaceratops nesmoi                                                         |
|  |                                                                                |
|  | \| \| Nasutoceratops titusi \| \| \| \| \| \| Avaceratops lammersi \| \| \| \| |
|  |                                                                                |
|  | Nasutoceratops titusi                                                          |
|  |                                                                                |
|  | Avaceratops lammersi                                                           |
|  |                                                                                |

|  | Nasutoceratops titusi |
|  |                       |
|  | Avaceratops lammersi  |
|  |                       |

|  | Medusaceratops lokii                                                                      |
|  |                                                                                           |
|  | \| \| Wendiceratops pinhornensis \| \| \| \| \| \| Sinoceratops zhuchengensis \| \| \| \| |
|  |                                                                                           |
|  | Wendiceratops pinhornensis                                                                |
|  |                                                                                           |
|  | Sinoceratops zhuchengensis                                                                |
|  |                                                                                           |

|  | Wendiceratops pinhornensis |
|  |                            |
|  | Sinoceratops zhuchengensis |
|  |                            |

|  | Medusaceratops lokii                                                                      |
|  |                                                                                           |
|  | \| \| Wendiceratops pinhornensis \| \| \| \| \| \| Sinoceratops zhuchengensis \| \| \| \| |
|  |                                                                                           |
|  | Wendiceratops pinhornensis                                                                |
|  |                                                                                           |
|  | Sinoceratops zhuchengensis                                                                |
|  |                                                                                           |

|  | Wendiceratops pinhornensis |
|  |                            |
|  | Sinoceratops zhuchengensis |
|  |                            |

|  | Machairoceratops cronusi |
|  |                          |
|  | Diabloceratops eatoni    |
|  |                          |

|  | Albertaceratops nesmoi                                                         |
|  |                                                                                |
|  | \| \| Nasutoceratops titusi \| \| \| \| \| \| Avaceratops lammersi \| \| \| \| |
|  |                                                                                |
|  | Nasutoceratops titusi                                                          |
|  |                                                                                |
|  | Avaceratops lammersi                                                           |
|  |                                                                                |

|  | Nasutoceratops titusi |
|  |                       |
|  | Avaceratops lammersi  |
|  |                       |

|  | Machairoceratops cronusi |
|  |                          |
|  | Diabloceratops eatoni    |
|  |                          |

|  | Albertaceratops nesmoi                                                         |
|  |                                                                                |
|  | \| \| Nasutoceratops titusi \| \| \| \| \| \| Avaceratops lammersi \| \| \| \| |
|  |                                                                                |
|  | Nasutoceratops titusi                                                          |
|  |                                                                                |
|  | Avaceratops lammersi                                                           |
|  |                                                                                |

|  | Nasutoceratops titusi |
|  |                       |
|  | Avaceratops lammersi  |
|  |                       |

|  | Spinops sternbergorum                                                           |
|  |                                                                                 |
|  | \| \| Centrosaurus apertus \| \| \| \| \| \| Coronosaurus brinkmani \| \| \| \| |
|  |                                                                                 |
|  | Centrosaurus apertus                                                            |
|  |                                                                                 |
|  | Coronosaurus brinkmani                                                          |
|  |                                                                                 |

|  | Centrosaurus apertus   |
|  |                        |
|  | Coronosaurus brinkmani |
|  |                        |

|  | Styracosaurus ovatus      |
|  |                           |
|  | Styracosaurus albertensis |
|  |                           |

|  | Pachyrhinosaurus lakustai                                                                  |
|  |                                                                                            |
|  | \| \| Pachyrhinosaurus perotorum \| \| \| \| \| \| Pachyrhinosaurus canadensis \| \| \| \| |
|  |                                                                                            |
|  | Pachyrhinosaurus perotorum                                                                 |
|  |                                                                                            |
|  | Pachyrhinosaurus canadensis                                                                |
|  |                                                                                            |

|  | Pachyrhinosaurus perotorum  |
|  |                             |
|  | Pachyrhinosaurus canadensis |
|  |                             |

|  | Pachyrhinosaurus lakustai                                                                  |
|  |                                                                                            |
|  | \| \| Pachyrhinosaurus perotorum \| \| \| \| \| \| Pachyrhinosaurus canadensis \| \| \| \| |
|  |                                                                                            |
|  | Pachyrhinosaurus perotorum                                                                 |
|  |                                                                                            |
|  | Pachyrhinosaurus canadensis                                                                |
|  |                                                                                            |

|  | Pachyrhinosaurus perotorum  |
|  |                             |
|  | Pachyrhinosaurus canadensis |
|  |                             |

|  | Pachyrhinosaurus lakustai                                                                  |
|  |                                                                                            |
|  | \| \| Pachyrhinosaurus perotorum \| \| \| \| \| \| Pachyrhinosaurus canadensis \| \| \| \| |
|  |                                                                                            |
|  | Pachyrhinosaurus perotorum                                                                 |
|  |                                                                                            |
|  | Pachyrhinosaurus canadensis                                                                |
|  |                                                                                            |

|  | Pachyrhinosaurus perotorum  |
|  |                             |
|  | Pachyrhinosaurus canadensis |
|  |                             |

|  | Pachyrhinosaurus lakustai                                                                  |
|  |                                                                                            |
|  | \| \| Pachyrhinosaurus perotorum \| \| \| \| \| \| Pachyrhinosaurus canadensis \| \| \| \| |
|  |                                                                                            |
|  | Pachyrhinosaurus perotorum                                                                 |
|  |                                                                                            |
|  | Pachyrhinosaurus canadensis                                                                |
|  |                                                                                            |

|  | Pachyrhinosaurus perotorum  |
|  |                             |
|  | Pachyrhinosaurus canadensis |
|  |                             |

|  | Pachyrhinosaurus lakustai                                                                  |
|  |                                                                                            |
|  | \| \| Pachyrhinosaurus perotorum \| \| \| \| \| \| Pachyrhinosaurus canadensis \| \| \| \| |
|  |                                                                                            |
|  | Pachyrhinosaurus perotorum                                                                 |
|  |                                                                                            |
|  | Pachyrhinosaurus canadensis                                                                |
|  |                                                                                            |

|  | Pachyrhinosaurus perotorum  |
|  |                             |
|  | Pachyrhinosaurus canadensis |
|  |                             |

|  | Pachyrhinosaurus lakustai                                                                  |
|  |                                                                                            |
|  | \| \| Pachyrhinosaurus perotorum \| \| \| \| \| \| Pachyrhinosaurus canadensis \| \| \| \| |
|  |                                                                                            |
|  | Pachyrhinosaurus perotorum                                                                 |
|  |                                                                                            |
|  | Pachyrhinosaurus canadensis                                                                |
|  |                                                                                            |

|  | Pachyrhinosaurus perotorum  |
|  |                             |
|  | Pachyrhinosaurus canadensis |
|  |                             |

|  | Pachyrhinosaurus lakustai                                                                  |
|  |                                                                                            |
|  | \| \| Pachyrhinosaurus perotorum \| \| \| \| \| \| Pachyrhinosaurus canadensis \| \| \| \| |
|  |                                                                                            |
|  | Pachyrhinosaurus perotorum                                                                 |
|  |                                                                                            |
|  | Pachyrhinosaurus canadensis                                                                |
|  |                                                                                            |

|  | Pachyrhinosaurus perotorum  |
|  |                             |
|  | Pachyrhinosaurus canadensis |
|  |                             |

|  | Pachyrhinosaurus lakustai                                                                  |
|  |                                                                                            |
|  | \| \| Pachyrhinosaurus perotorum \| \| \| \| \| \| Pachyrhinosaurus canadensis \| \| \| \| |
|  |                                                                                            |
|  | Pachyrhinosaurus perotorum                                                                 |
|  |                                                                                            |
|  | Pachyrhinosaurus canadensis                                                                |
|  |                                                                                            |

|  | Pachyrhinosaurus perotorum  |
|  |                             |
|  | Pachyrhinosaurus canadensis |
|  |                             |

|  | Styracosaurus ovatus      |
|  |                           |
|  | Styracosaurus albertensis |
|  |                           |

|  | Pachyrhinosaurus lakustai                                                                  |
|  |                                                                                            |
|  | \| \| Pachyrhinosaurus perotorum \| \| \| \| \| \| Pachyrhinosaurus canadensis \| \| \| \| |
|  |                                                                                            |
|  | Pachyrhinosaurus perotorum                                                                 |
|  |                                                                                            |
|  | Pachyrhinosaurus canadensis                                                                |
|  |                                                                                            |

|  | Pachyrhinosaurus perotorum  |
|  |                             |
|  | Pachyrhinosaurus canadensis |
|  |                             |

|  | Pachyrhinosaurus lakustai                                                                  |
|  |                                                                                            |
|  | \| \| Pachyrhinosaurus perotorum \| \| \| \| \| \| Pachyrhinosaurus canadensis \| \| \| \| |
|  |                                                                                            |
|  | Pachyrhinosaurus perotorum                                                                 |
|  |                                                                                            |
|  | Pachyrhinosaurus canadensis                                                                |
|  |                                                                                            |

|  | Pachyrhinosaurus perotorum  |
|  |                             |
|  | Pachyrhinosaurus canadensis |
|  |                             |

|  | Pachyrhinosaurus lakustai                                                                  |
|  |                                                                                            |
|  | \| \| Pachyrhinosaurus perotorum \| \| \| \| \| \| Pachyrhinosaurus canadensis \| \| \| \| |
|  |                                                                                            |
|  | Pachyrhinosaurus perotorum                                                                 |
|  |                                                                                            |
|  | Pachyrhinosaurus canadensis                                                                |
|  |                                                                                            |

|  | Pachyrhinosaurus perotorum  |
|  |                             |
|  | Pachyrhinosaurus canadensis |
|  |                             |

|  | Pachyrhinosaurus lakustai                                                                  |
|  |                                                                                            |
|  | \| \| Pachyrhinosaurus perotorum \| \| \| \| \| \| Pachyrhinosaurus canadensis \| \| \| \| |
|  |                                                                                            |
|  | Pachyrhinosaurus perotorum                                                                 |
|  |                                                                                            |
|  | Pachyrhinosaurus canadensis                                                                |
|  |                                                                                            |

|  | Pachyrhinosaurus perotorum  |
|  |                             |
|  | Pachyrhinosaurus canadensis |
|  |                             |

|  | Pachyrhinosaurus lakustai                                                                  |
|  |                                                                                            |
|  | \| \| Pachyrhinosaurus perotorum \| \| \| \| \| \| Pachyrhinosaurus canadensis \| \| \| \| |
|  |                                                                                            |
|  | Pachyrhinosaurus perotorum                                                                 |
|  |                                                                                            |
|  | Pachyrhinosaurus canadensis                                                                |
|  |                                                                                            |

|  | Pachyrhinosaurus perotorum  |
|  |                             |
|  | Pachyrhinosaurus canadensis |
|  |                             |

|  | Pachyrhinosaurus lakustai                                                                  |
|  |                                                                                            |
|  | \| \| Pachyrhinosaurus perotorum \| \| \| \| \| \| Pachyrhinosaurus canadensis \| \| \| \| |
|  |                                                                                            |
|  | Pachyrhinosaurus perotorum                                                                 |
|  |                                                                                            |
|  | Pachyrhinosaurus canadensis                                                                |
|  |                                                                                            |

|  | Pachyrhinosaurus perotorum  |
|  |                             |
|  | Pachyrhinosaurus canadensis |
|  |                             |

|  | Pachyrhinosaurus lakustai                                                                  |
|  |                                                                                            |
|  | \| \| Pachyrhinosaurus perotorum \| \| \| \| \| \| Pachyrhinosaurus canadensis \| \| \| \| |
|  |                                                                                            |
|  | Pachyrhinosaurus perotorum                                                                 |
|  |                                                                                            |
|  | Pachyrhinosaurus canadensis                                                                |
|  |                                                                                            |

|  | Pachyrhinosaurus perotorum  |
|  |                             |
|  | Pachyrhinosaurus canadensis |
|  |                             |

|  | Pachyrhinosaurus lakustai                                                                  |
|  |                                                                                            |
|  | \| \| Pachyrhinosaurus perotorum \| \| \| \| \| \| Pachyrhinosaurus canadensis \| \| \| \| |
|  |                                                                                            |
|  | Pachyrhinosaurus perotorum                                                                 |
|  |                                                                                            |
|  | Pachyrhinosaurus canadensis                                                                |
|  |                                                                                            |

|  | Pachyrhinosaurus perotorum  |
|  |                             |
|  | Pachyrhinosaurus canadensis |
|  |                             |

|  | Spinops sternbergorum                                                           |
|  |                                                                                 |
|  | \| \| Centrosaurus apertus \| \| \| \| \| \| Coronosaurus brinkmani \| \| \| \| |
|  |                                                                                 |
|  | Centrosaurus apertus                                                            |
|  |                                                                                 |
|  | Coronosaurus brinkmani                                                          |
|  |                                                                                 |

|  | Centrosaurus apertus   |
|  |                        |
|  | Coronosaurus brinkmani |
|  |                        |

|  | Styracosaurus ovatus      |
|  |                           |
|  | Styracosaurus albertensis |
|  |                           |

|  | Pachyrhinosaurus lakustai                                                                  |
|  |                                                                                            |
|  | \| \| Pachyrhinosaurus perotorum \| \| \| \| \| \| Pachyrhinosaurus canadensis \| \| \| \| |
|  |                                                                                            |
|  | Pachyrhinosaurus perotorum                                                                 |
|  |                                                                                            |
|  | Pachyrhinosaurus canadensis                                                                |
|  |                                                                                            |

|  | Pachyrhinosaurus perotorum  |
|  |                             |
|  | Pachyrhinosaurus canadensis |
|  |                             |

|  | Pachyrhinosaurus lakustai                                                                  |
|  |                                                                                            |
|  | \| \| Pachyrhinosaurus perotorum \| \| \| \| \| \| Pachyrhinosaurus canadensis \| \| \| \| |
|  |                                                                                            |
|  | Pachyrhinosaurus perotorum                                                                 |
|  |                                                                                            |
|  | Pachyrhinosaurus canadensis                                                                |
|  |                                                                                            |

|  | Pachyrhinosaurus perotorum  |
|  |                             |
|  | Pachyrhinosaurus canadensis |
|  |                             |

|  | Pachyrhinosaurus lakustai                                                                  |
|  |                                                                                            |
|  | \| \| Pachyrhinosaurus perotorum \| \| \| \| \| \| Pachyrhinosaurus canadensis \| \| \| \| |
|  |                                                                                            |
|  | Pachyrhinosaurus perotorum                                                                 |
|  |                                                                                            |
|  | Pachyrhinosaurus canadensis                                                                |
|  |                                                                                            |

|  | Pachyrhinosaurus perotorum  |
|  |                             |
|  | Pachyrhinosaurus canadensis |
|  |                             |

|  | Pachyrhinosaurus lakustai                                                                  |
|  |                                                                                            |
|  | \| \| Pachyrhinosaurus perotorum \| \| \| \| \| \| Pachyrhinosaurus canadensis \| \| \| \| |
|  |                                                                                            |
|  | Pachyrhinosaurus perotorum                                                                 |
|  |                                                                                            |
|  | Pachyrhinosaurus canadensis                                                                |
|  |                                                                                            |

|  | Pachyrhinosaurus perotorum  |
|  |                             |
|  | Pachyrhinosaurus canadensis |
|  |                             |

|  | Pachyrhinosaurus lakustai                                                                  |
|  |                                                                                            |
|  | \| \| Pachyrhinosaurus perotorum \| \| \| \| \| \| Pachyrhinosaurus canadensis \| \| \| \| |
|  |                                                                                            |
|  | Pachyrhinosaurus perotorum                                                                 |
|  |                                                                                            |
|  | Pachyrhinosaurus canadensis                                                                |
|  |                                                                                            |

|  | Pachyrhinosaurus perotorum  |
|  |                             |
|  | Pachyrhinosaurus canadensis |
|  |                             |

|  | Pachyrhinosaurus lakustai                                                                  |
|  |                                                                                            |
|  | \| \| Pachyrhinosaurus perotorum \| \| \| \| \| \| Pachyrhinosaurus canadensis \| \| \| \| |
|  |                                                                                            |
|  | Pachyrhinosaurus perotorum                                                                 |
|  |                                                                                            |
|  | Pachyrhinosaurus canadensis                                                                |
|  |                                                                                            |

|  | Pachyrhinosaurus perotorum  |
|  |                             |
|  | Pachyrhinosaurus canadensis |
|  |                             |

|  | Pachyrhinosaurus lakustai                                                                  |
|  |                                                                                            |
|  | \| \| Pachyrhinosaurus perotorum \| \| \| \| \| \| Pachyrhinosaurus canadensis \| \| \| \| |
|  |                                                                                            |
|  | Pachyrhinosaurus perotorum                                                                 |
|  |                                                                                            |
|  | Pachyrhinosaurus canadensis                                                                |
|  |                                                                                            |

|  | Pachyrhinosaurus perotorum  |
|  |                             |
|  | Pachyrhinosaurus canadensis |
|  |                             |

|  | Pachyrhinosaurus lakustai                                                                  |
|  |                                                                                            |
|  | \| \| Pachyrhinosaurus perotorum \| \| \| \| \| \| Pachyrhinosaurus canadensis \| \| \| \| |
|  |                                                                                            |
|  | Pachyrhinosaurus perotorum                                                                 |
|  |                                                                                            |
|  | Pachyrhinosaurus canadensis                                                                |
|  |                                                                                            |

|  | Pachyrhinosaurus perotorum  |
|  |                             |
|  | Pachyrhinosaurus canadensis |
|  |                             |

|  | Styracosaurus ovatus      |
|  |                           |
|  | Styracosaurus albertensis |
|  |                           |

|  | Pachyrhinosaurus lakustai                                                                  |
|  |                                                                                            |
|  | \| \| Pachyrhinosaurus perotorum \| \| \| \| \| \| Pachyrhinosaurus canadensis \| \| \| \| |
|  |                                                                                            |
|  | Pachyrhinosaurus perotorum                                                                 |
|  |                                                                                            |
|  | Pachyrhinosaurus canadensis                                                                |
|  |                                                                                            |

|  | Pachyrhinosaurus perotorum  |
|  |                             |
|  | Pachyrhinosaurus canadensis |
|  |                             |

|  | Pachyrhinosaurus lakustai                                                                  |
|  |                                                                                            |
|  | \| \| Pachyrhinosaurus perotorum \| \| \| \| \| \| Pachyrhinosaurus canadensis \| \| \| \| |
|  |                                                                                            |
|  | Pachyrhinosaurus perotorum                                                                 |
|  |                                                                                            |
|  | Pachyrhinosaurus canadensis                                                                |
|  |                                                                                            |

|  | Pachyrhinosaurus perotorum  |
|  |                             |
|  | Pachyrhinosaurus canadensis |
|  |                             |

|  | Pachyrhinosaurus lakustai                                                                  |
|  |                                                                                            |
|  | \| \| Pachyrhinosaurus perotorum \| \| \| \| \| \| Pachyrhinosaurus canadensis \| \| \| \| |
|  |                                                                                            |
|  | Pachyrhinosaurus perotorum                                                                 |
|  |                                                                                            |
|  | Pachyrhinosaurus canadensis                                                                |
|  |                                                                                            |

|  | Pachyrhinosaurus perotorum  |
|  |                             |
|  | Pachyrhinosaurus canadensis |
|  |                             |

|  | Pachyrhinosaurus lakustai                                                                  |
|  |                                                                                            |
|  | \| \| Pachyrhinosaurus perotorum \| \| \| \| \| \| Pachyrhinosaurus canadensis \| \| \| \| |
|  |                                                                                            |
|  | Pachyrhinosaurus perotorum                                                                 |
|  |                                                                                            |
|  | Pachyrhinosaurus canadensis                                                                |
|  |                                                                                            |

|  | Pachyrhinosaurus perotorum  |
|  |                             |
|  | Pachyrhinosaurus canadensis |
|  |                             |

|  | Pachyrhinosaurus lakustai                                                                  |
|  |                                                                                            |
|  | \| \| Pachyrhinosaurus perotorum \| \| \| \| \| \| Pachyrhinosaurus canadensis \| \| \| \| |
|  |                                                                                            |
|  | Pachyrhinosaurus perotorum                                                                 |
|  |                                                                                            |
|  | Pachyrhinosaurus canadensis                                                                |
|  |                                                                                            |

|  | Pachyrhinosaurus perotorum  |
|  |                             |
|  | Pachyrhinosaurus canadensis |
|  |                             |

|  | Pachyrhinosaurus lakustai                                                                  |
|  |                                                                                            |
|  | \| \| Pachyrhinosaurus perotorum \| \| \| \| \| \| Pachyrhinosaurus canadensis \| \| \| \| |
|  |                                                                                            |
|  | Pachyrhinosaurus perotorum                                                                 |
|  |                                                                                            |
|  | Pachyrhinosaurus canadensis                                                                |
|  |                                                                                            |

|  | Pachyrhinosaurus perotorum  |
|  |                             |
|  | Pachyrhinosaurus canadensis |
|  |                             |

|  | Pachyrhinosaurus lakustai                                                                  |
|  |                                                                                            |
|  | \| \| Pachyrhinosaurus perotorum \| \| \| \| \| \| Pachyrhinosaurus canadensis \| \| \| \| |
|  |                                                                                            |
|  | Pachyrhinosaurus perotorum                                                                 |
|  |                                                                                            |
|  | Pachyrhinosaurus canadensis                                                                |
|  |                                                                                            |

|  | Pachyrhinosaurus perotorum  |
|  |                             |
|  | Pachyrhinosaurus canadensis |
|  |                             |

|  | Pachyrhinosaurus lakustai                                                                  |
|  |                                                                                            |
|  | \| \| Pachyrhinosaurus perotorum \| \| \| \| \| \| Pachyrhinosaurus canadensis \| \| \| \| |
|  |                                                                                            |
|  | Pachyrhinosaurus perotorum                                                                 |
|  |                                                                                            |
|  | Pachyrhinosaurus canadensis                                                                |
|  |                                                                                            |

|  | Pachyrhinosaurus perotorum  |
|  |                             |
|  | Pachyrhinosaurus canadensis |
|  |                             |

|  | Medusaceratops lokii                                                                      |
|  |                                                                                           |
|  | \| \| Wendiceratops pinhornensis \| \| \| \| \| \| Sinoceratops zhuchengensis \| \| \| \| |
|  |                                                                                           |
|  | Wendiceratops pinhornensis                                                                |
|  |                                                                                           |
|  | Sinoceratops zhuchengensis                                                                |
|  |                                                                                           |

|  | Wendiceratops pinhornensis |
|  |                            |
|  | Sinoceratops zhuchengensis |
|  |                            |

|  | Medusaceratops lokii                                                                      |
|  |                                                                                           |
|  | \| \| Wendiceratops pinhornensis \| \| \| \| \| \| Sinoceratops zhuchengensis \| \| \| \| |
|  |                                                                                           |
|  | Wendiceratops pinhornensis                                                                |
|  |                                                                                           |
|  | Sinoceratops zhuchengensis                                                                |
|  |                                                                                           |

|  | Wendiceratops pinhornensis |
|  |                            |
|  | Sinoceratops zhuchengensis |
|  |                            |

|  | Machairoceratops cronusi |
|  |                          |
|  | Diabloceratops eatoni    |
|  |                          |

|  | Albertaceratops nesmoi                                                         |
|  |                                                                                |
|  | \| \| Nasutoceratops titusi \| \| \| \| \| \| Avaceratops lammersi \| \| \| \| |
|  |                                                                                |
|  | Nasutoceratops titusi                                                          |
|  |                                                                                |
|  | Avaceratops lammersi                                                           |
|  |                                                                                |

|  | Nasutoceratops titusi |
|  |                       |
|  | Avaceratops lammersi  |
|  |                       |

|  | Machairoceratops cronusi |
|  |                          |
|  | Diabloceratops eatoni    |
|  |                          |

|  | Albertaceratops nesmoi                                                         |
|  |                                                                                |
|  | \| \| Nasutoceratops titusi \| \| \| \| \| \| Avaceratops lammersi \| \| \| \| |
|  |                                                                                |
|  | Nasutoceratops titusi                                                          |
|  |                                                                                |
|  | Avaceratops lammersi                                                           |
|  |                                                                                |

|  | Nasutoceratops titusi |
|  |                       |
|  | Avaceratops lammersi  |
|  |                       |

|  | Medusaceratops lokii                                                                      |
|  |                                                                                           |
|  | \| \| Wendiceratops pinhornensis \| \| \| \| \| \| Sinoceratops zhuchengensis \| \| \| \| |
|  |                                                                                           |
|  | Wendiceratops pinhornensis                                                                |
|  |                                                                                           |
|  | Sinoceratops zhuchengensis                                                                |
|  |                                                                                           |

|  | Wendiceratops pinhornensis |
|  |                            |
|  | Sinoceratops zhuchengensis |
|  |                            |

|  | Medusaceratops lokii                                                                      |
|  |                                                                                           |
|  | \| \| Wendiceratops pinhornensis \| \| \| \| \| \| Sinoceratops zhuchengensis \| \| \| \| |
|  |                                                                                           |
|  | Wendiceratops pinhornensis                                                                |
|  |                                                                                           |
|  | Sinoceratops zhuchengensis                                                                |
|  |                                                                                           |

|  | Wendiceratops pinhornensis |
|  |                            |
|  | Sinoceratops zhuchengensis |
|  |                            |

|  | Machairoceratops cronusi |
|  |                          |
|  | Diabloceratops eatoni    |
|  |                          |

|  | Albertaceratops nesmoi                                                         |
|  |                                                                                |
|  | \| \| Nasutoceratops titusi \| \| \| \| \| \| Avaceratops lammersi \| \| \| \| |
|  |                                                                                |
|  | Nasutoceratops titusi                                                          |
|  |                                                                                |
|  | Avaceratops lammersi                                                           |
|  |                                                                                |

|  | Nasutoceratops titusi |
|  |                       |
|  | Avaceratops lammersi  |
|  |                       |

|  | Machairoceratops cronusi |
|  |                          |
|  | Diabloceratops eatoni    |
|  |                          |

|  | Albertaceratops nesmoi                                                         |
|  |                                                                                |
|  | \| \| Nasutoceratops titusi \| \| \| \| \| \| Avaceratops lammersi \| \| \| \| |
|  |                                                                                |
|  | Nasutoceratops titusi                                                          |
|  |                                                                                |
|  | Avaceratops lammersi                                                           |
|  |                                                                                |

|  | Nasutoceratops titusi |
|  |                       |
|  | Avaceratops lammersi  |
|  |                       |

|  | Spinops sternbergorum                                                           |
|  |                                                                                 |
|  | \| \| Centrosaurus apertus \| \| \| \| \| \| Coronosaurus brinkmani \| \| \| \| |
|  |                                                                                 |
|  | Centrosaurus apertus                                                            |
|  |                                                                                 |
|  | Coronosaurus brinkmani                                                          |
|  |                                                                                 |

|  | Centrosaurus apertus   |
|  |                        |
|  | Coronosaurus brinkmani |
|  |                        |

|  | Styracosaurus ovatus      |
|  |                           |
|  | Styracosaurus albertensis |
|  |                           |

|  | Pachyrhinosaurus lakustai                                                                  |
|  |                                                                                            |
|  | \| \| Pachyrhinosaurus perotorum \| \| \| \| \| \| Pachyrhinosaurus canadensis \| \| \| \| |
|  |                                                                                            |
|  | Pachyrhinosaurus perotorum                                                                 |
|  |                                                                                            |
|  | Pachyrhinosaurus canadensis                                                                |
|  |                                                                                            |

|  | Pachyrhinosaurus perotorum  |
|  |                             |
|  | Pachyrhinosaurus canadensis |
|  |                             |

|  | Pachyrhinosaurus lakustai                                                                  |
|  |                                                                                            |
|  | \| \| Pachyrhinosaurus perotorum \| \| \| \| \| \| Pachyrhinosaurus canadensis \| \| \| \| |
|  |                                                                                            |
|  | Pachyrhinosaurus perotorum                                                                 |
|  |                                                                                            |
|  | Pachyrhinosaurus canadensis                                                                |
|  |                                                                                            |

|  | Pachyrhinosaurus perotorum  |
|  |                             |
|  | Pachyrhinosaurus canadensis |
|  |                             |

|  | Pachyrhinosaurus lakustai                                                                  |
|  |                                                                                            |
|  | \| \| Pachyrhinosaurus perotorum \| \| \| \| \| \| Pachyrhinosaurus canadensis \| \| \| \| |
|  |                                                                                            |
|  | Pachyrhinosaurus perotorum                                                                 |
|  |                                                                                            |
|  | Pachyrhinosaurus canadensis                                                                |
|  |                                                                                            |

|  | Pachyrhinosaurus perotorum  |
|  |                             |
|  | Pachyrhinosaurus canadensis |
|  |                             |

|  | Pachyrhinosaurus lakustai                                                                  |
|  |                                                                                            |
|  | \| \| Pachyrhinosaurus perotorum \| \| \| \| \| \| Pachyrhinosaurus canadensis \| \| \| \| |
|  |                                                                                            |
|  | Pachyrhinosaurus perotorum                                                                 |
|  |                                                                                            |
|  | Pachyrhinosaurus canadensis                                                                |
|  |                                                                                            |

|  | Pachyrhinosaurus perotorum  |
|  |                             |
|  | Pachyrhinosaurus canadensis |
|  |                             |

|  | Pachyrhinosaurus lakustai                                                                  |
|  |                                                                                            |
|  | \| \| Pachyrhinosaurus perotorum \| \| \| \| \| \| Pachyrhinosaurus canadensis \| \| \| \| |
|  |                                                                                            |
|  | Pachyrhinosaurus perotorum                                                                 |
|  |                                                                                            |
|  | Pachyrhinosaurus canadensis                                                                |
|  |                                                                                            |

|  | Pachyrhinosaurus perotorum  |
|  |                             |
|  | Pachyrhinosaurus canadensis |
|  |                             |

|  | Pachyrhinosaurus lakustai                                                                  |
|  |                                                                                            |
|  | \| \| Pachyrhinosaurus perotorum \| \| \| \| \| \| Pachyrhinosaurus canadensis \| \| \| \| |
|  |                                                                                            |
|  | Pachyrhinosaurus perotorum                                                                 |
|  |                                                                                            |
|  | Pachyrhinosaurus canadensis                                                                |
|  |                                                                                            |

|  | Pachyrhinosaurus perotorum  |
|  |                             |
|  | Pachyrhinosaurus canadensis |
|  |                             |

|  | Pachyrhinosaurus lakustai                                                                  |
|  |                                                                                            |
|  | \| \| Pachyrhinosaurus perotorum \| \| \| \| \| \| Pachyrhinosaurus canadensis \| \| \| \| |
|  |                                                                                            |
|  | Pachyrhinosaurus perotorum                                                                 |
|  |                                                                                            |
|  | Pachyrhinosaurus canadensis                                                                |
|  |                                                                                            |

|  | Pachyrhinosaurus perotorum  |
|  |                             |
|  | Pachyrhinosaurus canadensis |
|  |                             |

|  | Pachyrhinosaurus lakustai                                                                  |
|  |                                                                                            |
|  | \| \| Pachyrhinosaurus perotorum \| \| \| \| \| \| Pachyrhinosaurus canadensis \| \| \| \| |
|  |                                                                                            |
|  | Pachyrhinosaurus perotorum                                                                 |
|  |                                                                                            |
|  | Pachyrhinosaurus canadensis                                                                |
|  |                                                                                            |

|  | Pachyrhinosaurus perotorum  |
|  |                             |
|  | Pachyrhinosaurus canadensis |
|  |                             |

|  | Styracosaurus ovatus      |
|  |                           |
|  | Styracosaurus albertensis |
|  |                           |

|  | Pachyrhinosaurus lakustai                                                                  |
|  |                                                                                            |
|  | \| \| Pachyrhinosaurus perotorum \| \| \| \| \| \| Pachyrhinosaurus canadensis \| \| \| \| |
|  |                                                                                            |
|  | Pachyrhinosaurus perotorum                                                                 |
|  |                                                                                            |
|  | Pachyrhinosaurus canadensis                                                                |
|  |                                                                                            |

|  | Pachyrhinosaurus perotorum  |
|  |                             |
|  | Pachyrhinosaurus canadensis |
|  |                             |

|  | Pachyrhinosaurus lakustai                                                                  |
|  |                                                                                            |
|  | \| \| Pachyrhinosaurus perotorum \| \| \| \| \| \| Pachyrhinosaurus canadensis \| \| \| \| |
|  |                                                                                            |
|  | Pachyrhinosaurus perotorum                                                                 |
|  |                                                                                            |
|  | Pachyrhinosaurus canadensis                                                                |
|  |                                                                                            |

|  | Pachyrhinosaurus perotorum  |
|  |                             |
|  | Pachyrhinosaurus canadensis |
|  |                             |

|  | Pachyrhinosaurus lakustai                                                                  |
|  |                                                                                            |
|  | \| \| Pachyrhinosaurus perotorum \| \| \| \| \| \| Pachyrhinosaurus canadensis \| \| \| \| |
|  |                                                                                            |
|  | Pachyrhinosaurus perotorum                                                                 |
|  |                                                                                            |
|  | Pachyrhinosaurus canadensis                                                                |
|  |                                                                                            |

|  | Pachyrhinosaurus perotorum  |
|  |                             |
|  | Pachyrhinosaurus canadensis |
|  |                             |

|  | Pachyrhinosaurus lakustai                                                                  |
|  |                                                                                            |
|  | \| \| Pachyrhinosaurus perotorum \| \| \| \| \| \| Pachyrhinosaurus canadensis \| \| \| \| |
|  |                                                                                            |
|  | Pachyrhinosaurus perotorum                                                                 |
|  |                                                                                            |
|  | Pachyrhinosaurus canadensis                                                                |
|  |                                                                                            |

|  | Pachyrhinosaurus perotorum  |
|  |                             |
|  | Pachyrhinosaurus canadensis |
|  |                             |

|  | Pachyrhinosaurus lakustai                                                                  |
|  |                                                                                            |
|  | \| \| Pachyrhinosaurus perotorum \| \| \| \| \| \| Pachyrhinosaurus canadensis \| \| \| \| |
|  |                                                                                            |
|  | Pachyrhinosaurus perotorum                                                                 |
|  |                                                                                            |
|  | Pachyrhinosaurus canadensis                                                                |
|  |                                                                                            |

|  | Pachyrhinosaurus perotorum  |
|  |                             |
|  | Pachyrhinosaurus canadensis |
|  |                             |

|  | Pachyrhinosaurus lakustai                                                                  |
|  |                                                                                            |
|  | \| \| Pachyrhinosaurus perotorum \| \| \| \| \| \| Pachyrhinosaurus canadensis \| \| \| \| |
|  |                                                                                            |
|  | Pachyrhinosaurus perotorum                                                                 |
|  |                                                                                            |
|  | Pachyrhinosaurus canadensis                                                                |
|  |                                                                                            |

|  | Pachyrhinosaurus perotorum  |
|  |                             |
|  | Pachyrhinosaurus canadensis |
|  |                             |

|  | Pachyrhinosaurus lakustai                                                                  |
|  |                                                                                            |
|  | \| \| Pachyrhinosaurus perotorum \| \| \| \| \| \| Pachyrhinosaurus canadensis \| \| \| \| |
|  |                                                                                            |
|  | Pachyrhinosaurus perotorum                                                                 |
|  |                                                                                            |
|  | Pachyrhinosaurus canadensis                                                                |
|  |                                                                                            |

|  | Pachyrhinosaurus perotorum  |
|  |                             |
|  | Pachyrhinosaurus canadensis |
|  |                             |

|  | Pachyrhinosaurus lakustai                                                                  |
|  |                                                                                            |
|  | \| \| Pachyrhinosaurus perotorum \| \| \| \| \| \| Pachyrhinosaurus canadensis \| \| \| \| |
|  |                                                                                            |
|  | Pachyrhinosaurus perotorum                                                                 |
|  |                                                                                            |
|  | Pachyrhinosaurus canadensis                                                                |
|  |                                                                                            |

|  | Pachyrhinosaurus perotorum  |
|  |                             |
|  | Pachyrhinosaurus canadensis |
|  |                             |

|  | Spinops sternbergorum                                                           |
|  |                                                                                 |
|  | \| \| Centrosaurus apertus \| \| \| \| \| \| Coronosaurus brinkmani \| \| \| \| |
|  |                                                                                 |
|  | Centrosaurus apertus                                                            |
|  |                                                                                 |
|  | Coronosaurus brinkmani                                                          |
|  |                                                                                 |

|  | Centrosaurus apertus   |
|  |                        |
|  | Coronosaurus brinkmani |
|  |                        |

|  | Styracosaurus ovatus      |
|  |                           |
|  | Styracosaurus albertensis |
|  |                           |

|  | Pachyrhinosaurus lakustai                                                                  |
|  |                                                                                            |
|  | \| \| Pachyrhinosaurus perotorum \| \| \| \| \| \| Pachyrhinosaurus canadensis \| \| \| \| |
|  |                                                                                            |
|  | Pachyrhinosaurus perotorum                                                                 |
|  |                                                                                            |
|  | Pachyrhinosaurus canadensis                                                                |
|  |                                                                                            |

|  | Pachyrhinosaurus perotorum  |
|  |                             |
|  | Pachyrhinosaurus canadensis |
|  |                             |

|  | Pachyrhinosaurus lakustai                                                                  |
|  |                                                                                            |
|  | \| \| Pachyrhinosaurus perotorum \| \| \| \| \| \| Pachyrhinosaurus canadensis \| \| \| \| |
|  |                                                                                            |
|  | Pachyrhinosaurus perotorum                                                                 |
|  |                                                                                            |
|  | Pachyrhinosaurus canadensis                                                                |
|  |                                                                                            |

|  | Pachyrhinosaurus perotorum  |
|  |                             |
|  | Pachyrhinosaurus canadensis |
|  |                             |

|  | Pachyrhinosaurus lakustai                                                                  |
|  |                                                                                            |
|  | \| \| Pachyrhinosaurus perotorum \| \| \| \| \| \| Pachyrhinosaurus canadensis \| \| \| \| |
|  |                                                                                            |
|  | Pachyrhinosaurus perotorum                                                                 |
|  |                                                                                            |
|  | Pachyrhinosaurus canadensis                                                                |
|  |                                                                                            |

|  | Pachyrhinosaurus perotorum  |
|  |                             |
|  | Pachyrhinosaurus canadensis |
|  |                             |

|  | Pachyrhinosaurus lakustai                                                                  |
|  |                                                                                            |
|  | \| \| Pachyrhinosaurus perotorum \| \| \| \| \| \| Pachyrhinosaurus canadensis \| \| \| \| |
|  |                                                                                            |
|  | Pachyrhinosaurus perotorum                                                                 |
|  |                                                                                            |
|  | Pachyrhinosaurus canadensis                                                                |
|  |                                                                                            |

|  | Pachyrhinosaurus perotorum  |
|  |                             |
|  | Pachyrhinosaurus canadensis |
|  |                             |

|  | Pachyrhinosaurus lakustai                                                                  |
|  |                                                                                            |
|  | \| \| Pachyrhinosaurus perotorum \| \| \| \| \| \| Pachyrhinosaurus canadensis \| \| \| \| |
|  |                                                                                            |
|  | Pachyrhinosaurus perotorum                                                                 |
|  |                                                                                            |
|  | Pachyrhinosaurus canadensis                                                                |
|  |                                                                                            |

|  | Pachyrhinosaurus perotorum  |
|  |                             |
|  | Pachyrhinosaurus canadensis |
|  |                             |

|  | Pachyrhinosaurus lakustai                                                                  |
|  |                                                                                            |
|  | \| \| Pachyrhinosaurus perotorum \| \| \| \| \| \| Pachyrhinosaurus canadensis \| \| \| \| |
|  |                                                                                            |
|  | Pachyrhinosaurus perotorum                                                                 |
|  |                                                                                            |
|  | Pachyrhinosaurus canadensis                                                                |
|  |                                                                                            |

|  | Pachyrhinosaurus perotorum  |
|  |                             |
|  | Pachyrhinosaurus canadensis |
|  |                             |

|  | Pachyrhinosaurus lakustai                                                                  |
|  |                                                                                            |
|  | \| \| Pachyrhinosaurus perotorum \| \| \| \| \| \| Pachyrhinosaurus canadensis \| \| \| \| |
|  |                                                                                            |
|  | Pachyrhinosaurus perotorum                                                                 |
|  |                                                                                            |
|  | Pachyrhinosaurus canadensis                                                                |
|  |                                                                                            |

|  | Pachyrhinosaurus perotorum  |
|  |                             |
|  | Pachyrhinosaurus canadensis |
|  |                             |

|  | Pachyrhinosaurus lakustai                                                                  |
|  |                                                                                            |
|  | \| \| Pachyrhinosaurus perotorum \| \| \| \| \| \| Pachyrhinosaurus canadensis \| \| \| \| |
|  |                                                                                            |
|  | Pachyrhinosaurus perotorum                                                                 |
|  |                                                                                            |
|  | Pachyrhinosaurus canadensis                                                                |
|  |                                                                                            |

|  | Pachyrhinosaurus perotorum  |
|  |                             |
|  | Pachyrhinosaurus canadensis |
|  |                             |

|  | Styracosaurus ovatus      |
|  |                           |
|  | Styracosaurus albertensis |
|  |                           |

|  | Pachyrhinosaurus lakustai                                                                  |
|  |                                                                                            |
|  | \| \| Pachyrhinosaurus perotorum \| \| \| \| \| \| Pachyrhinosaurus canadensis \| \| \| \| |
|  |                                                                                            |
|  | Pachyrhinosaurus perotorum                                                                 |
|  |                                                                                            |
|  | Pachyrhinosaurus canadensis                                                                |
|  |                                                                                            |

|  | Pachyrhinosaurus perotorum  |
|  |                             |
|  | Pachyrhinosaurus canadensis |
|  |                             |

|  | Pachyrhinosaurus lakustai                                                                  |
|  |                                                                                            |
|  | \| \| Pachyrhinosaurus perotorum \| \| \| \| \| \| Pachyrhinosaurus canadensis \| \| \| \| |
|  |                                                                                            |
|  | Pachyrhinosaurus perotorum                                                                 |
|  |                                                                                            |
|  | Pachyrhinosaurus canadensis                                                                |
|  |                                                                                            |

|  | Pachyrhinosaurus perotorum  |
|  |                             |
|  | Pachyrhinosaurus canadensis |
|  |                             |

|  | Pachyrhinosaurus lakustai                                                                  |
|  |                                                                                            |
|  | \| \| Pachyrhinosaurus perotorum \| \| \| \| \| \| Pachyrhinosaurus canadensis \| \| \| \| |
|  |                                                                                            |
|  | Pachyrhinosaurus perotorum                                                                 |
|  |                                                                                            |
|  | Pachyrhinosaurus canadensis                                                                |
|  |                                                                                            |

|  | Pachyrhinosaurus perotorum  |
|  |                             |
|  | Pachyrhinosaurus canadensis |
|  |                             |

|  | Pachyrhinosaurus lakustai                                                                  |
|  |                                                                                            |
|  | \| \| Pachyrhinosaurus perotorum \| \| \| \| \| \| Pachyrhinosaurus canadensis \| \| \| \| |
|  |                                                                                            |
|  | Pachyrhinosaurus perotorum                                                                 |
|  |                                                                                            |
|  | Pachyrhinosaurus canadensis                                                                |
|  |                                                                                            |

|  | Pachyrhinosaurus perotorum  |
|  |                             |
|  | Pachyrhinosaurus canadensis |
|  |                             |

|  | Pachyrhinosaurus lakustai                                                                  |
|  |                                                                                            |
|  | \| \| Pachyrhinosaurus perotorum \| \| \| \| \| \| Pachyrhinosaurus canadensis \| \| \| \| |
|  |                                                                                            |
|  | Pachyrhinosaurus perotorum                                                                 |
|  |                                                                                            |
|  | Pachyrhinosaurus canadensis                                                                |
|  |                                                                                            |

|  | Pachyrhinosaurus perotorum  |
|  |                             |
|  | Pachyrhinosaurus canadensis |
|  |                             |

|  | Pachyrhinosaurus lakustai                                                                  |
|  |                                                                                            |
|  | \| \| Pachyrhinosaurus perotorum \| \| \| \| \| \| Pachyrhinosaurus canadensis \| \| \| \| |
|  |                                                                                            |
|  | Pachyrhinosaurus perotorum                                                                 |
|  |                                                                                            |
|  | Pachyrhinosaurus canadensis                                                                |
|  |                                                                                            |

|  | Pachyrhinosaurus perotorum  |
|  |                             |
|  | Pachyrhinosaurus canadensis |
|  |                             |

|  | Pachyrhinosaurus lakustai                                                                  |
|  |                                                                                            |
|  | \| \| Pachyrhinosaurus perotorum \| \| \| \| \| \| Pachyrhinosaurus canadensis \| \| \| \| |
|  |                                                                                            |
|  | Pachyrhinosaurus perotorum                                                                 |
|  |                                                                                            |
|  | Pachyrhinosaurus canadensis                                                                |
|  |                                                                                            |

|  | Pachyrhinosaurus perotorum  |
|  |                             |
|  | Pachyrhinosaurus canadensis |
|  |                             |

|  | Pachyrhinosaurus lakustai                                                                  |
|  |                                                                                            |
|  | \| \| Pachyrhinosaurus perotorum \| \| \| \| \| \| Pachyrhinosaurus canadensis \| \| \| \| |
|  |                                                                                            |
|  | Pachyrhinosaurus perotorum                                                                 |
|  |                                                                                            |
|  | Pachyrhinosaurus canadensis                                                                |
|  |                                                                                            |

|  | Pachyrhinosaurus perotorum  |
|  |                             |
|  | Pachyrhinosaurus canadensis |
|  |                             |

## Paleobiologia

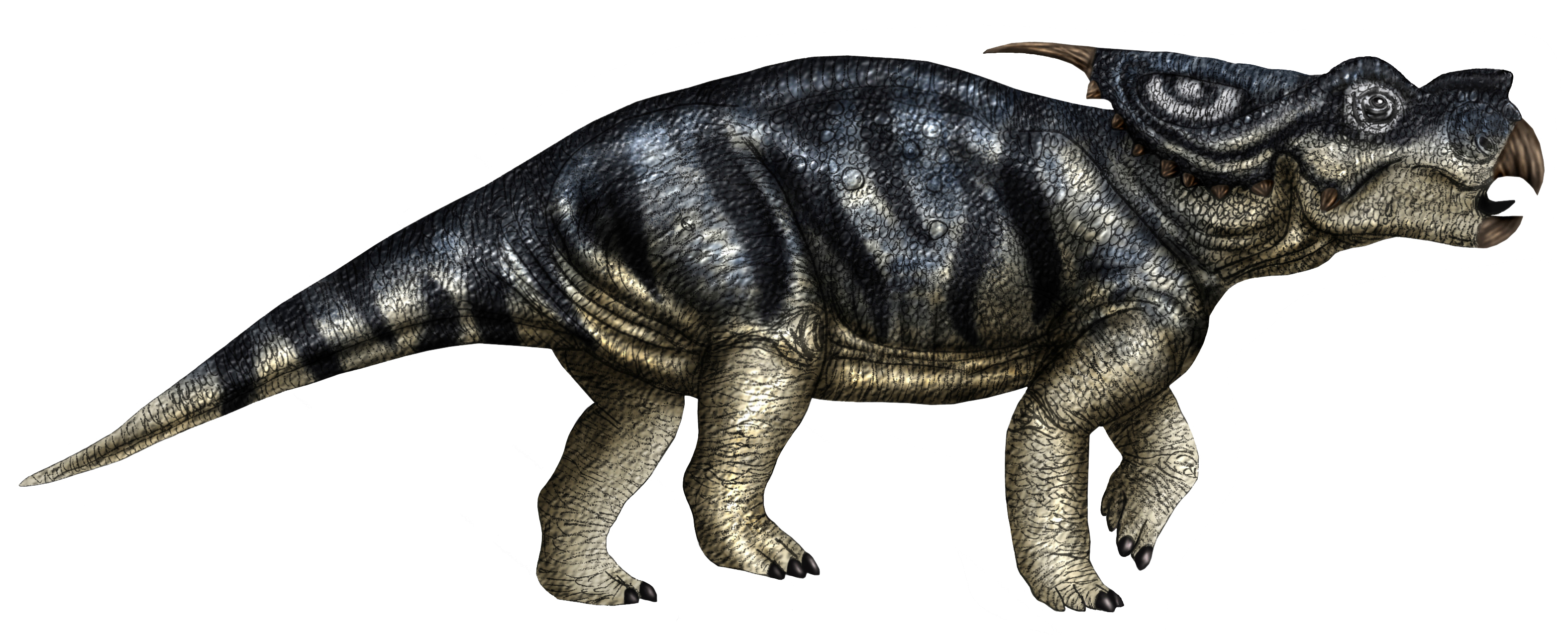
De acordo com Horner, as saliências do Achelousaurus tinham um valor agregado de exibição

Em 1995, Sampson observou que estudos anteriores descobriram que os chifres e babados de ceratopsianos provavelmente tinham uma função na exibição intraespecífica e no combate, e que essas características teriam resultado da seleção sexual para acasalamento bem-sucedido. Da mesma forma, em 1997, Horner concluiu que tal ornamentação era usada por machos para estabelecer dominância e que as fêmeas teriam preferido machos bem equipados, já que sua prole herdaria essas características, conferindo um benefício de reprodução. Dodson pensou que nos Centrosaurinae em geral o valor de exibição do folho foi reduzido em comparação com a ornamentação nasal e supraorbital. Sampson em 1995 rejeitou a possibilidade de que a diferença na ornamentação do crânio entre Einiosaurus e Achelousaurus representasse dimorfismo sexual, por três razões. Em primeiro lugar, os extensos leitos ósseos do Einiosaurus não continham espécimes com saliências, como seria de esperar se um dos sexos os tivesse. Em segundo lugar, Einiosaurus e Achelousaurus são encontrados em estratos de uma idade diferente. Em terceiro lugar, em uma situação de dimorfismo sexual geralmente apenas um dos sexos mostra caracteres sexuais secundários exagerados. Einiosaurus e Achelousaurus no entanto, desenvolveram individualmente um conjunto distinto de tais características.

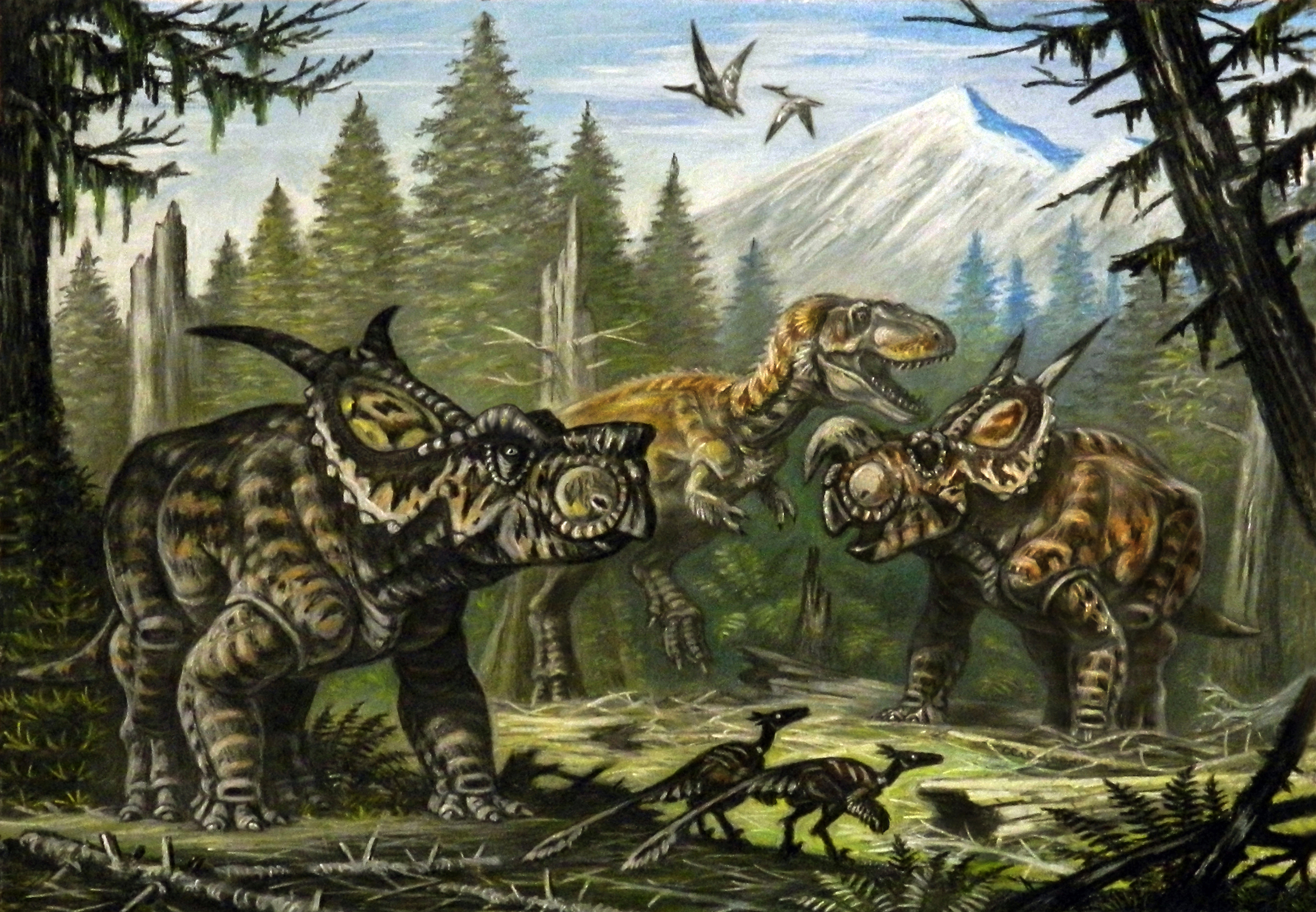
Concepção artística de Achelousaurus, Einiosaurus e um tiranossauro

Hieronymus, em 2009, concluiu que as saliências nasais e supraorbitais eram usados para golpear ou golpear a cabeça ou o flanco de um rival. A estrutura óssea indica que estas saliências eram cobertos por almofadas cornificadas como no moderno boi-almiscarado, sugerindo lutas por dominância semelhantes às dos membros da subfamília Caprinae. No último grupo, uma transição evolutiva pode ser observada, onde os chifres originalmente retos tornam-se mais robustos, acolchoados e cada vez mais curvados para baixo. A evolução dos núcleos de chifres para saliências em dinossauros da subfamília Centrosaurinae também teria refletido uma mudança na técnica de luta, de confronto para cabeçadas de alta energia. Golpear a cabeça teria sido um comportamento caro e arriscado. Os oponentes teriam se engajado dessa forma somente após avaliar visualmente os pontos fortes uns dos outros. Por esse motivo, Hieronymus considerou improvável que as saliências servissem para o reconhecimento da espécie, pois isso já era garantido pelos rituais de exibição inatos específicos da espécie que precediam uma luta real - em vez de um ritual. As saliências teriam evoluído para o combate real, parte de uma seleção social na qual os indivíduos competiam por recursos escassos, como companheiros, comida e criadouros.